# David Ben Gurion
David Ben Gurion (numele la naștere: David Josef Grün sau Gryn, în ebraică דוד בן גוריון  ; n. 16 octombrie 1886, Płońsk, Imperiul Rus – d. 1 decembrie 1973, Ramat Gan, Israel) a fost un politician și om de stat social democrat israelian, evreu originar din Polonia, unul din principalii conducători și ideologi ai mișcării sioniste, de autodeterminare a poporului evreu, și ctitor al Statului Israel. A fost cel dintâi prim ministru al Israelului. A prezidat guvernul israelian în două perioade: 14 mai 1948 — 26 ianuarie 1954 și 3 noiembrie 1955 — 26 iunie 1963. A fost și cel dintâi ministru al apărării al Israelului și unul din conducătorii mișcării muncitorești sioniste, de orientare social-democrată.
Ben Gurion a stat în fruntea luptei politice și militare pentru crearea statului evreiesc modern în Palestina, chiar cu prețul împărțirii țării, și a fost cel care a proclamat întemeierea Israelului la 14 mai 1948.
A fost lider al mișcării sioniste și președinte al conducerii Agenției Evreiești la Ierusalim, și apoi a condus Israelul în primii săi ani de existență. A apărat cu hotărâre autoritatea statului creat și a reprimat din fașă încercări de dreapta și de stânga de a prezerva entități militare alternative armatei naționale unice (cazul Altalena, Palmahul). Această viziune l-a făcut să hotărască în ajunul Războiului de independență al Israelului dizolvarea forțelor de apărare paramilitare evreiești Haganá (inclusiv Palmah), Irgun (Etzel) și Lehi (Grupul Stern) și înființarea armatei israeliene (Tzahal).
În timpul guvernării sale Israelul a făcut față cu succes atacului statelor arabe din regiune în anii 1948-1949 și a integrat un mare număr de imigranți evrei de pe cuprinsul globului.
În anii 1950 Ben Gurion a promovat o politică de ameliorare a relațiilor cu Germania de vest, ajungând la înțelegere cu cancelarul Konrad Adenauer asupra unor însemnate ajutoare financiare acordate Israelului ca despăgubiri pentru crimele Germaniei naziste față de poporul evreu în timpul Holocaustului (Shoá).
În timpul exercitării de către Ben Gurion a funcției de prim ministru și ministru al apărării, Israelul a replicat cu represalii la atacurile de gherilă și teroriste arabe palestiniene de pe teritoriul Iordaniei (Cisiordania) și Fâșiei Gaza contra populației civile din Israel, de asemenea a implicat Israelul în alianță cu Franța și Marea Britanie în conflictul militar  generat de Criza Suezului din 1956.
Ben Gurion a fost și unul din fondatorii confederației sindicale Histadrut și primul ei secretar general și unul din conducătorii populației evreiești din Palestina sub mandat britanic. A fost liderul Partidului Mapai și după ce s-a retras din acest partid și a demisionat din oficiul de prim ministru în 1963, a înființat partidul de opoziție Rafi. S-a retras din viața politică în anul 1970. S-a retras atunci a doua oară în kibuțul Sde Boker din deșertul Neghev, unde a trăit ultimii ani din viață. Încă de la prima sa retragere la Sde Boker în 1953, Ben Gurion a lansat un apel la dezvoltarea și popularea Neghevului, în care a văzut un obiectiv de mare însemnătate pentru viitorul țării.

## Biografie

### Copilărie și tinerețe

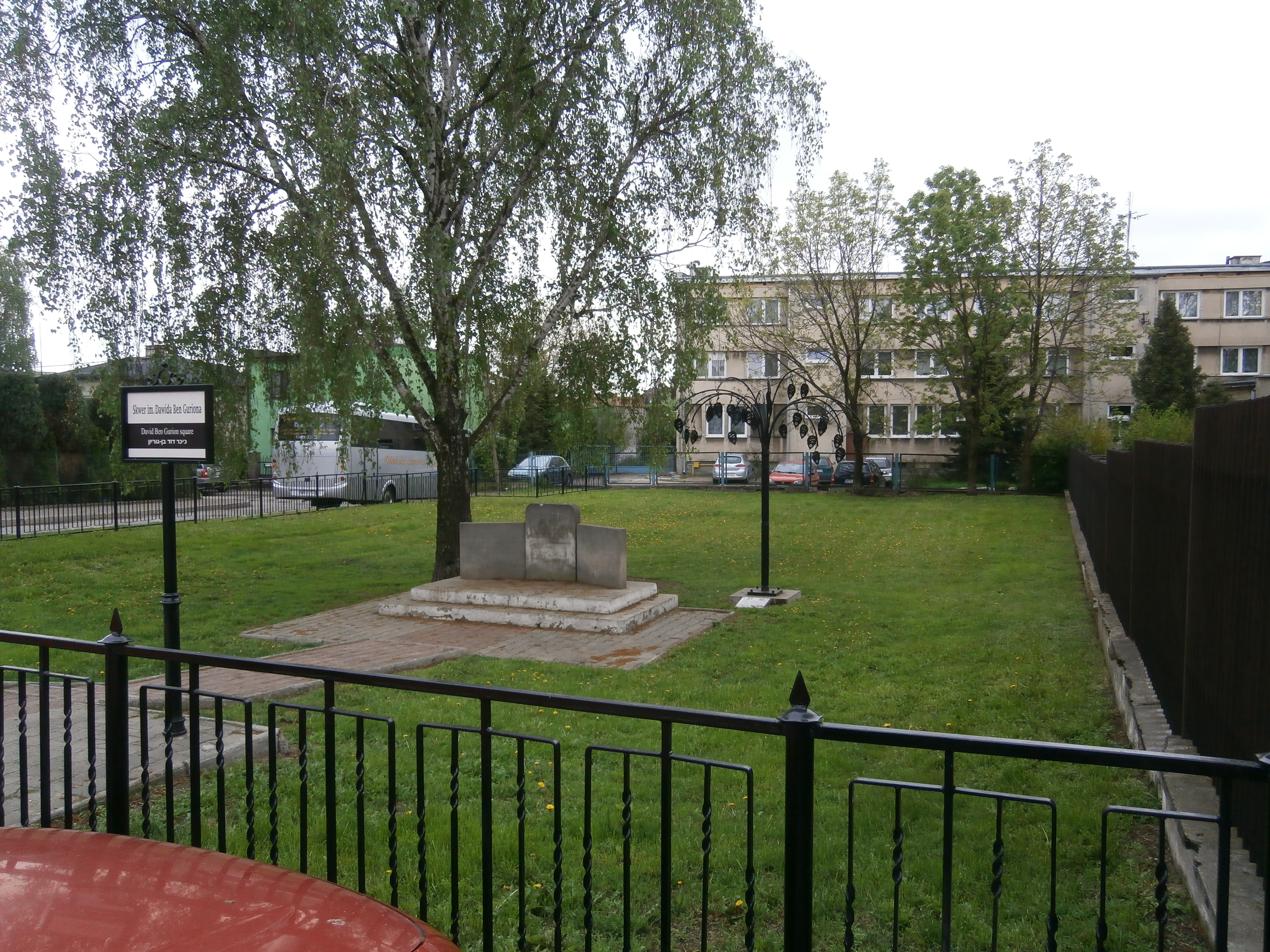
Locul nașterii lui Ben Gurion - în locul casei natale dispărute, piațeta Ben Gurion din Płońsk

David Ben Gurion s-a născut în 1886, sub numele David Josef Grün, în orășelul polonez Płońsk (gubernia Płock), la 60 km de Varșovia, pe atunci în Polonia Congresului, parte a Imperiului Rus, într-o familie de evrei. Płońsk număra în 1881 7,800 locuitori, din care 4,500 evrei. David era al șaselea copil al lui Viktor sau Avigdor Grün și al lui Sheindl, născută Fridman. Familia a avut în total 11 copii, din care, însă au supraviețuit doar cinci, David fiind al patrulea dintre aceștia. S-a emis  ipoteza ca a avut un frate geamăn care a murit la naștere.
Avigdor Grün era fiul unei familii de „mitnagdim”, curentul tradițional iudaic care se opunea mișcării hasidice care devenise preponderentă între evreii din acea zonă. El a lucrat ca învățător și comerciant, iar apoi a devenit redactor autorizat de plângeri și a reprezentat persoane în fața tribunalului. Sheindl Grün era fiica unui fermier.  
David a învățat la Heder sau Talmud Tora, școala tradițională evreiască, apoi la așa numitul „Heder metukan” (Heder cu program școlar modernizat) pe care l-a înființat la Płońsk tatăl său, care era membru în mișcarea pre-sionistă „Hovevey Tzion” (Amicii Sionului). La 11 ani David a rămas orfan de mamă, după ce aceasta murise în urma unei complicații la o naștere. 
În anul 1900, deși avea numai 14 ani, la îndemnul tatălui său, David Grün  a întemeiat, împreună cu doi prieteni, Shlomo Tzemah și Shlomo Lewkovicz Lavi, o asociație de tineri evrei numită „Ezra” care și-a propus să-i pregătească pe membrii săi pentru emigrarea („Aliya” - „urcare”) în Palestina sau Țara Israelului și să reînvie uzul curent al limbii ebraice strămoșești. Membrii asociației și-au luat obligația de a vorbi între ei numai în ebraică și au promovat învățarea acestei limbi de către tinerii conaționali din târgușor. Din copilărie Ben Gurion a fost câștigat de trei pasiuni nemărginite: cea pentru cărțile Bibliei evreiești, pentru limba ebraică și pentru Țara Israelului.   
În anul 1904 David Grün s-a mutat la Varșovia, unde și-a câștigat pâinea din predarea de lecții și s-a alăturat cercurilor sioniste. A cumpănit să urmeze studii de inginerie la Universitatea imperială din Varșovia, dar nu a izbutit la examenul de admitere. A fost vreme de un an membru în partidul evreiesc Poaley Tzion (Muncitorii Sionului) de orientare sionistă și socializantă, opus cu înverșunare ideologiei autonomiste și idișiste a Bundului, și care era implicat în organizarea de grupuri evreiești de autoapărare împotriva  pogromurilor. În vremea Revoluției din 1905 tânărul David Grun a fost și el arestat de două ori de către autoritățile țariste.

### Plecarea în Palestina și viața sa în Imperiul Otoman
În 1906, la 20 ani, a decis să renunțe pentru moment la studii și să plece în Palestina, aflată în vremea aceea sub dominație turcească. Mai târziu a mărturisit că ziua sosirii în Palestina (debarcarea la Jaffa la 6 septembrie 1906) a fost cea mai mare zi din viața sa, a doua ca însemnătate fiind, pentru el, eliberarea Muntelui Templului din Ierusalim în Războiul de Șase Zile. 
În primii ani trăiți în Palestina, el a lucrat în munci agricole în așezarea de tip „moshava” Petah Tikva, unde s-a îmbolnăvit de malarie  de asemenea, la Sejera (azi Ilaniya), unde a fost și paznic în cadrul asociației de pază „Hashomer”.
De la Petah Tikva la Sejera in Galileea a mers pe jos, însoțit de Shlomo Tzemah, vreme de trei zile. După calculele biografului său, Shavtai Tevet, ar fi rămas acolo circa un an și trei luni, dar după spusele sale - trei ani. A lucrat ca paznic, dar nu a fost membru în organizațiile de pază Bar Giora și Hashomer. La 12 aprilie 1909, după ce un arab din Kafr Kanna a fost omorât într-o încercare de jaf, Ben Gurion a participat la un incident în cursul căreia un paznic și un fermier din Sejera au fost uciși  

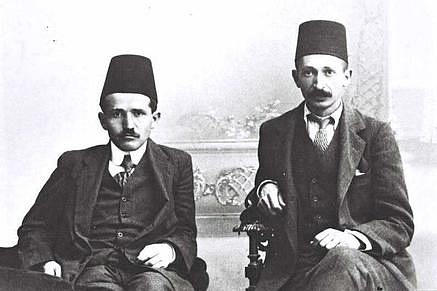
Ben Gurion și Ben Tzvi la Istanbul. Fotografie din ianuarie 1912

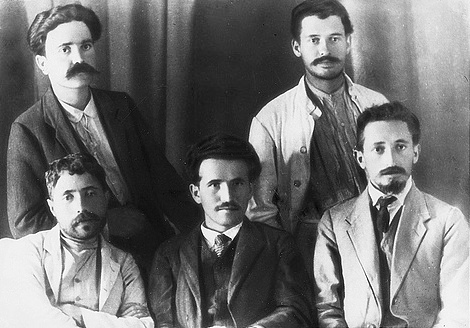
Redacția ziarului ebraic "Haahdut":jos în mijloc- Ben Gurion, la stânga Y.H.Brenner, la dreapta A.Reuveni, sus - Ben Tzvi și Y.Zerubavel

O vreme s-a întors la Plonsk pentru a se prezenta la centrul de recrutare în armata rusă, pentru a-l feri pe tatăl său de plata unei amenzi în caz contrariu. A făcut trei luni de instrucție, în cele din urmă, însă, nereușind să obțină o scutire medicală pentru o problemă de vedere, a dezertat și s-a întors în Palestina. 
La congresul partidului Poalei Tzion în anul 1910 a fost numit redactor la buletinul acestuia, Ahdut (Unire). Primul său articol l-a semnat cu numele său nou, ebraic, Ben Gurion, care amintea de cel al lui Yosef Ben Gurion, unul din conducătorii administrației libere din Ierusalim din anii Marii revolte a evreilor contra romanilor în secolul I d.Hr.
Apoi și-a vizitat iarăși familia în Polonia, trecând prin Viena, unde s-a ținut Congresul mondial al Brit Poalei Tzion. Întors în Palestina, Ben Gurion a muncit și în așezările cooperatiste (moșavot) Menahemia, Kfar Saba și în ferma (havá) Kineret.
Cu gândul de a organiza o forță politică care să-i reprezinte pe evreii din Imperiul Otoman în parlamentul de la Istanbul, Ben Gurion a hotărât să învețe dreptul la Istanbul. Pentru aceasta avea nevoie de o diplomă de bacalaureat și de cunoașterea limbii turce. Dupa ce prietenul său, Itzhak Ben Tzvi i-a procurat o diplomă de bacalaureat falsă, Ben Gurion a plecat la începutul lui noiembrie 1911 să învețe limba turcă la Salonic, oraș cu o însemnată populație evreiască în rândul cărora mișcarea Poalei Tzion spera să trezească conștiința sionistă. El a locuit acolo la o familie tradiționalistă și după ce a trecut cu succes examenul de bacalaureat în limba turcă, în anul 1912 a plecat la Istanbul, în octombrie  al acelui an, începând studiile de drept. Nu a apucat sa studieze decât o lună, fiindcă odată cu izbucnirea Primului Război Balcanic a decis să revină în Palestina până la clarificarea situației. La cererea sa, tatăl său i-a trimis un ajutor bănesc pentru a-și putea acoperi datoriile făcute în Palestina, precum și în urma cheltuielilor de chirie la Salonic și a celor cu taxa de studii și altora făcute la Istanbul. 
La începutul lui martie 1913 Ben Gurion s-a întors la Istanbul, unde a împărțit o garsonieră cu Itzhak Ben Tzvi.
La sfârșitul lunii aprilie cei doi au reluat studiile. In cursul anului a plecat odată la Viena pentru a participa la Conferința mondială a „Poalei Tzion” și la Congresul Organizației Sioniste.
În decembrie 1913 s-a redeschis anul universitar. În ianuarie 1914 Ben GUrion s-a îmbolnăvit iarăși de malarie, a fost internat în spital, apoi a stat pentru convalescență în casa surorii sale din Łódź. La sfârșitul lunii aprilie 1914 s-a întors pentru examene la Istanbul. Vara a plecat împreună cu Ben Tzvi în vacanță în Palestina la bordul unui vapor rus. Erau în vremea aceea îmbrăcați după moda otomană modernă, cu fes roșu, și își crescuseră mustăți. În timpul călătoriei au aflat de izbucnirea războiului dintre Rusia și Germania. Din cauza împrejurărilor nu și-au mai reluat studiile în Turcia.

### Primul Război Mondial

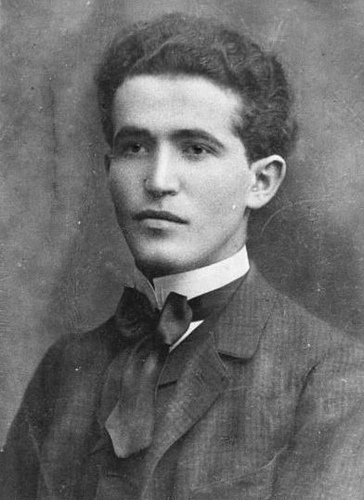
Ben Gurion în tinerețe

După ce în octombrie 1914 Imperiul Otoman a intrat în război de partea Puterilor Centrale, cetățenii statelor dușmane (membre ale Antantei), între care și Rusia, au fost obligați ori să se „otomanizeze”, ori  să părăsească Palestina otomană. După o reflectare preliminară în sânul publicului imigranților evrei, Partidul Poalei Tzion a hotărât să adopte identitatea otomană și să rămână în țară. Temându-se de o reacție turcă gravă față de populația evreiască din regiune și de pierderea poziției câștigate de ea în Palestina, Ben Gurion și Ben Tzvi au optat pentru alegerea cetățeniei otomane. Numai că, după suspendarea expulzărilor în masă ale cetățenilor străini ca urmare a intervenției diplomaților străini. guvernatorul militar otoman Gemal Pașa a decis sa expulzeze din Palestina pe toți cei implicați în activități sioniste. Deoarece numele lor figura pe lista delegaților la Congresul sionist, atât Ben Gurion, cât și Ben Tzvi au primit ordine de expulzare „pe veci”. 
Când i-a povestit lui Yehiya efendi, un coleg arab cu care a învățat la Istanbul, despre ordinul ce i-a parvenit, acesta i-a spus:„Ca prieten - îmi pare rău, ca arab - mă bucur”. Era prima oară când Ben Gurion s-a lovit de o manifestare a naționalismului arab. La sfârșitul lunii martie 1915 Ben Gurion și Ben Tzvi au fost urcați pe bordul unui vapor, fără documente, și aduși la Alexandria în Egipt. Ajunși acolo, au fost arestați de către britanici, ca cetățeni ai unei puteri dușmane.Ei au fost, în cele din urmă eliberați, la intervenția consulului american, și după câteva săptămâni, au urcat la bordul unui vapor cu destinația New York. 
Au ajuns  la 17 mai 1915 la New York, unde li s-a permis să coboare ca imigranți.

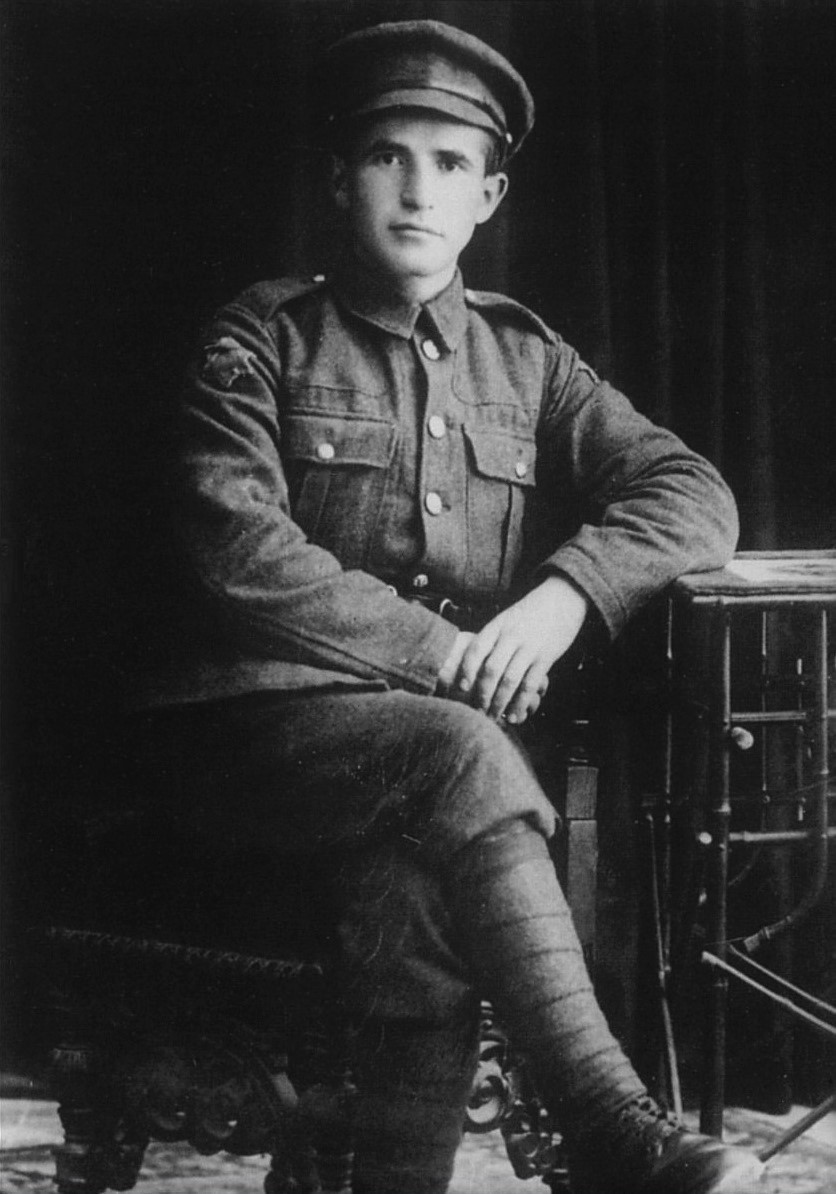
Ben Gurion ca voluntar în Legiunea Evreiască din cadrul armatei britanice în Orientul Mijlociu în 1918

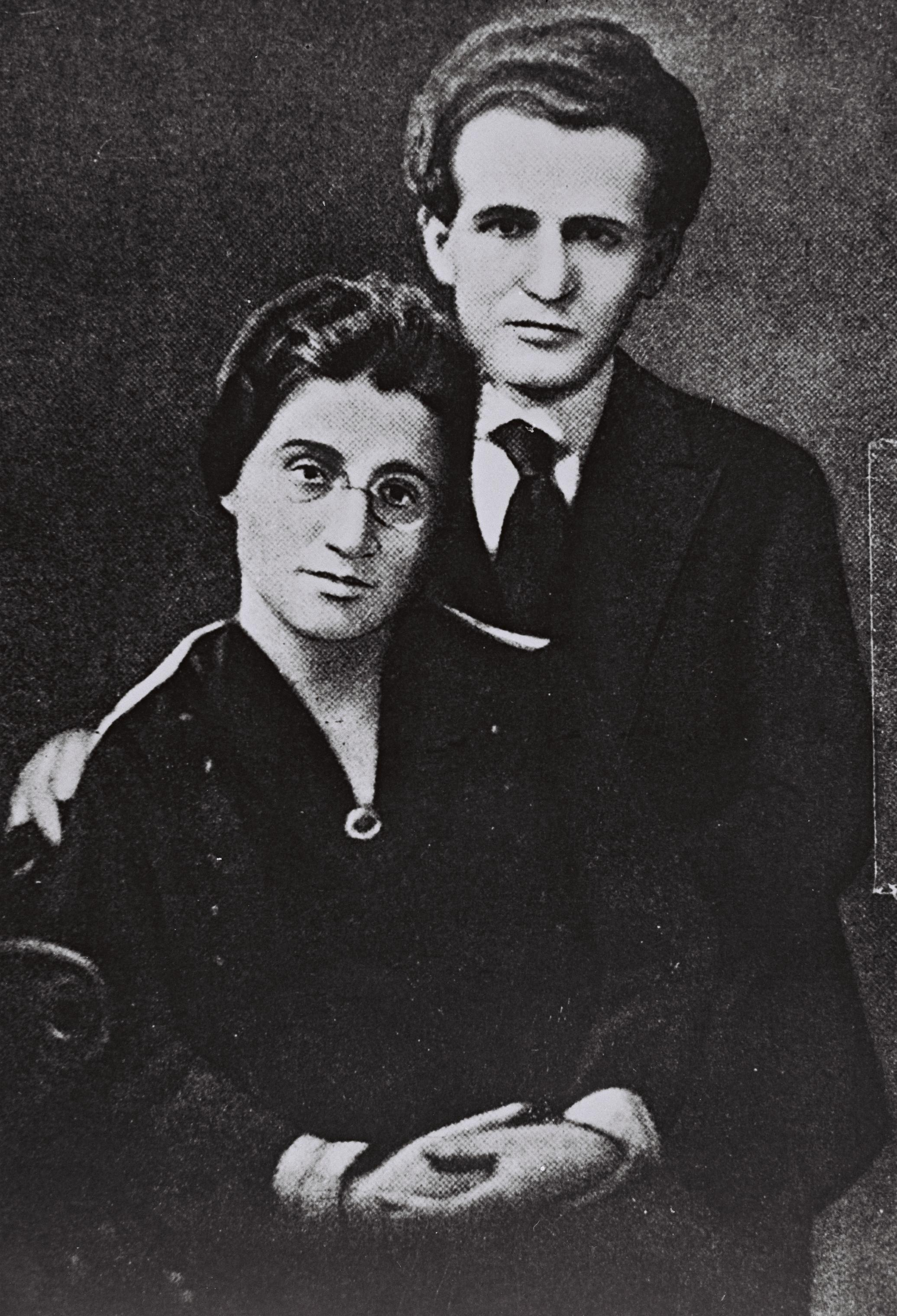
Ben Gurion și Paula Munweiss înaintea căsătoriei lor la New York, 1918

Primul său obiectiv în Statele Unite a fost biroul mișcării Poalei Tzion. Încă înainte de a părăsi Palestina, ședința conducerii Poalei Tzion a hotărât ca membrii ei să înființeze în Statele Unite mișcarea de pionieri agricoli Hehalutz și să recruteze tineri evrei dispuși să plece la muncă în Palestina. Activiștii partidului din New York i-au organizat lui Ben Gurion și lui Ben Tzvi vizite în comunitățile evreiești de pe cuprinsul Statelor Unite, dar până la urmă nu au izbutit să recruteze mai mult de 150 voluntari. Numele lui Ben Gurion, până atunci cu totul necunoscut în Statele Unite, a început să ajungă la urechile opiniei publice evreiești americane după retipărirea în limba idiș a cărții sale Izkor (Requiem) (1916) (care fusese publicată în 1911 în ebraică în Palestina) care cuprindea fragmente literare și evocări ale paznicilor căzuți din organizația Hashomer, precum și memorii ale lui Ben Gurion din perioada celui de-al doilea val de emigrație.

După un timp Ben Gurion a republicat această carte într-o versiune lărgită sub forma unui album:în locul prefeței lui Itzhak Ben Tzvi el a redactat o versiune lărgită a amintirilor sale „În Iudeea și Galileea” 
Ca urmare a succesului cărții, conducerea mișcării Poalei Tzion le-a acordat lui și lui Ben Tzvi, un salariu lunar pentru publicarea unei cărți noi, „Țara Israel” (Eretz Israel), din care două treimi au fost scrise de Ben Gurion. În perioada redactării acestui volum, Ben Gurion și-a petrecut multe zile în Biblioteca municipală de pe Strada 42 din New York. Locul de întrunire al activiștilor Poalei Tzion la New York era casa unui medic evreu, în care locuia și lucra și Paulina sau Paula Munweiss, o tânără evreică (născută la Minsk în 1904), unul din cei opt copii ai unui mic comerciant de articole de galanterie, plecată singură în America la vârsta de 17 ani și care învăța meseria de soră medicală. Pola, cum o chema Ben Gurion, stăpânea deja bine engleza și l-a rugat în vara anului 1916 să copieze pentru ea la bibliotecă câteva fragmente din cărți pe care trebuia să le studieze. Ben Gurion a curtat-o vreme de un an și la 5 decembrie 1917 cei doi s-au căsătorit printr-o ceremonie civilă la Primăria New York, la care nu au fost de față decât funcționari ai primăriei. 
În anul 1917, în urma Declarației Balfour și a cuceririi Palestinei de către forțele britanice, Ben Gurion s-a numărat printre cei care au făcut propagandă pentru înrolarea în Detașamentele evreiești (Gdudim ivriyim) și a fost și printre primii voluntari în rândurile acestora. În aprilie 1918 el s-a înrolat în Detașamentul 39 de trăgători ai Majestății Sale din armata britanică. Detașamentul s-a organizat în Canada, a plecat apoi în Anglia, și de acolo în Egipt. Acolo, însă Ben Gurion s-a îmbolnăvit de dizenterie și a fost internat între-un spital din Cairo. Cu aceasta a luat sfârșit serviciul său militar. La Cairo îl aștepta o telegramă de la Paula, care îl anunța despre nașterea fiicei lor la 11 septembrie 1918. Copilul a primit numele de Gheula (Mântuire) , așa cum ceruse Ben Gurion în testamentul pe care l-a lăsat înainte de a pleca în Anglia și Egipt. După trei ani de absență Ben Gurion s-a întors în Palestina. În anul 1919 el a întemeiat acolo, împreună cu Berl Katznelson, partidul Ahdut Haavodá (Uniunea Muncii) care s-a constituit prin unirea partidului Poalei Tzion cu o organizație de sioniști „nepartinici.”
În noiembrie 1919 au sosit în Palestina și Paula și Gheula. Ben Gurion a fost trimis la Londra pentru a înființa acolo biroul Uniunii mondiale a Poalei Tzion și pentru a cultiva relațiile cu Partidul Laburist britanic. Soția și copilul i s-au alăturat. La Londra în august 1920 i s-a născut și fiul, Amos. După ce în urma încheierii războiului mondial și a
războiului sovieto-polonez s-au reînnoit comunicațiile cu Plonsk, Ben Gurion, Pola și copiii au vizitat familia Gryn în Polonia. Apoi Ben Gurion a plecat la noi conferințe și întâlniri și și-a lăsat soția și copiii la Plonsk pentru mai mult de un an. În anul 1921 după ce secția americană a Poalei Tzion a încetat să mai finanțeze biroul, considerat ineficient, din Londra, Ben Gurion a revenit în Palestina.

### În conducerea evreilor din Palestina
La începutul anilor 1920 Ben Gurion a devenit unul din conducătorii proeminenți ai Ishuvului - colectivitatea evreiască din Palestina. În anul 1920 a fost unul din fondatorii Histadrutului - Organizația Generală a Muncitorilor Evrei din Țara Israelului, principala mișcare sindicală din țară și a devenit secretar general al acesteia pentru 15 ani succesivi. El vedea în Histadrut nu numai o organizație profesională, destinata apărării drepturilor celor ce muncesc, ci și un instrument social și economic care să pună bazele unei economii muncitorești independente. De asemenea Histadrutul avea, din prisma lui Ben Gurion, și un rol politic - cel de a dirija lărgirea așezării evreiești și a pune bazele viitorului stat evreiesc. 
În 1923 Histadrutul a primit invitația de a-și prezenta realizările la Expoziția agricolă de la Moscova, în Uniunea Sovietică, recent proclamată. Ben Gurion și tovarășul său, Meir Rothberg, ca delegați ai Histadrutului, au plecat pe mare la Odesa si de acolo au străbătut Ucraina pentru a ajunge la Moscova. Pe drum i s-au arătat locuri unde în Ucraina au avut locuri pogromuri împotriva evreilor. La Moscova, pavilionul palestinian al Histadrutului, pe care a fost înălțat drapelul sionist, s-a bucurat de mare succes. În cursul vizitei, Ben Gurion a văzut la teatrul ebraic Habima, înființat în capitala Rusiei sovietice, spectacolul în ebraică cu piesa Dibuk de An-sky, care a lăsat asupra sa o profundă impresie. 
El a rămas acolo 3 luni, și la întoarcerea in Palestina, el a adus cu sine, pe ascuns, colecția scrisorilor scriitorului ebraic Yosef Haim Brenner, care fusese asasinat în casa sa în anul 1920 împreună cu alți evrei de către niște militanți naționaliști arabi.

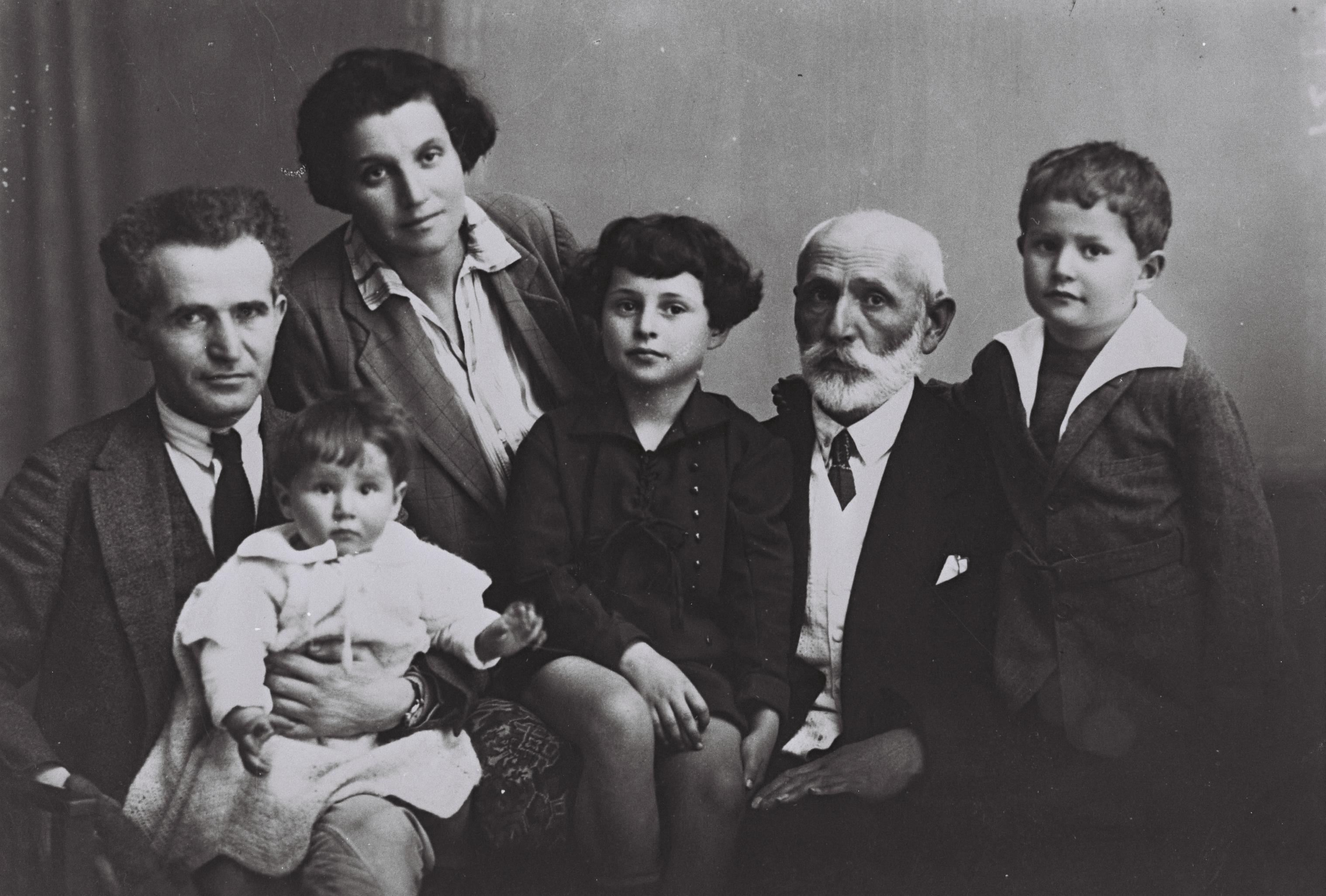
Ben Gurion, cu cei trei copii - Renana, Gheula și Amos, soția sa Paula și tatăl său Avigdor Gryn, la Plonsk în 1929

Violențele arabe din anul 1929 au dus la o schimbare în vederile lui Ben Gurion față de arabii din Palestina. În vreme ce in anul 1924 declarase că nu exista acolo o mișcare națională arabă, în octombrie 1929 a afirmat că: 
„polemica în jurul existenței sau inexistenței unei mișcări naționale arabe este de prisos... Mișcarea aceasta concentrează mase de oameni...Noi nu vedem în ea o mișcare de renaștere și valorile ei morale sunt îndoielnice. Dar, din punct de vedere politic, este o mișcare națională”
.
Ben Gurion a acționat în acea perioadă în direcția unirii partidelor muncitorești. În anul 1930 strădaniile sale au fost cununate de succes. Partidele Ahdut Haavoda si Hapoel Hatzair (Tânărul Muncitor) s-au unit și au constituit partidul Mapai (prescurtare a denumirii Mifleget Hapoalim miEretz Israel - Partidul Muncitorilor din Eretz Israel sau Palestina). Ben Gurion a fost ales ca lider al noului partid. Alături de echivalentele lui din străinătate, partidul Mapai a devenit partidul cel mai mare din Organizația Sionistă mondială. La începutul anilor 1930, Ben Gurion și-a construit o casă într-un cartier muncitoresc al Tel Avivului, aproape de litoralul mării, în zilele noastre bulevardul Ben Gurion (în trecut Bulevardul KaKaL). Casa cu două etaje era cea mai mare din cartier, și l-a înglodat pe Ben Gurion în datorii, care au ajuns la 1000 lire palestiniene.
În septembrie 1930 Ben Gurion a vizitat Berlinul în vremea alegerilor pentru al cincilea Reichstag, zile in care a crescut de zece ori numărul alegătorilor pentru gruparea de extremă dreapta Partidul Național Socialist al Muncitorilor Germani NSDAP- cum se numea partidul nazist.A doua zi după alegeri, într-o scrisoare către Heshel Frumkin, Ben Gurion a comparat pe naziști cu rivalii săi, sioniștii revizioniști, iar textele pe care le-a citit in buletinul partidului nazist, cu cele ale conducătorului revizionist Zeev Jabotinski în ziarul Doar Hayom (Poșta zilei) . După cucerirea puterii de către naziști în Germania, la o adunare la Casa Poporului (Beit Haam) din Tel Aviv la 18 februarie 1933, Ben Gurion l-a poreclit pe Jabotinski „Vladimir Hitler”.  .
În aprilie 1933 Ben Gurion a plecat în Polonia pentru a recruta alegători pentru Mapai la alegerile pentru Congresul sionist. El a recrutat tineri activiști din mișcarea Hehalutz și alte mișcări de tineret și i-a trimis pe tot cuprinsul Poloniei să vândă „shkalim” - certificate care confereau dreptul de vot la Congresul sionist. El însuși a ținut discursuri în săli arhipline în numeroase orașe din Polonia, inclusiv în Galiția, precum și în Țările Baltice. În timpul campaniei electorale a fost asasinat la Tel Aviv Haim Arlosoroff, și el lider sionist social-democrat, conducătorul secției politice a Agenției Evreiești. Ben Gurion a fost ales în funcția lăsată vacantă de Arlosoroff.  El a îndeplinit această funcție în paralel cu postul de secretar general al Histadrutului până în anul 1935. 
După ce a citit cartea lui Hitler, Mein Kampf, și la mai puțin de un an după urcarea naziștilor la conducerea Germaniei, Ben Gurion a descris la a doua sesiune a celei de-a 4-a conferințe a Histadrutului din 1934 perspectivele viitorului așa cum le deslușea: 
„Stăpânirea lui Hitler pune în pericol întregul popor evreu....Regimul lui Hitler nu va putea să se mențină un timp prea îndelungat fără a porni un război de vendetă contra Franței, Poloniei, Cehoslovaciei și celorlalte țări vecine... Fără îndoială ne aflăm în fața unei primejdii de război nu mai puțin decât înaintea anului 1914, și războiul care va izbucni va întrece în distrugeri și grozăvii ultimul război mondial... Poate mai sunt doar 4-5 ani (dacă nu mai puțin) până ce vom apuca acel moment teribil”
. 
În octombrie 1934 Ben Gurion a avut la Londra mai multe întâlniri cu Zeev Jabotinski, liderul sioniștilor revizioniști, si la capătul lor ei au semnat un acord. Acordul cu Jabotinski se bucura de sprijinul majorității din centrul Mapai, dar pentru a preveni o scindare a mișcării socialiste sioniste, Ben Gurion a fost nevoit să supună acordul la un plebiscit în rândurile membrilor Histadrutului, și acesta l-a respins cu o majoritate clară de voturi.  

### În fruntea Agenției Evreiești și a Executivei Sioniste
În anul 1935 Ben Gurion a fost ales, din partea partidului Mapai, președinte al conducerii Agenției Evreiești, care reprezenta corpul central al conducerii evreilor din Palestina, și președinte al Comitetului Executiv al Organizației  Sioniste mondiale. În fața celui de-al 19-lea congres sionist el a hotărât să-și calce pe inimă și să vorbească în limba idiș, pentru a transmite viziunea aducerii la viață a programului sionist tuturor delegaților, din care cea mai mare parte nu înțelegeau ebraica. Folosirea limbii idiș era pentru el un impediment și o încălcare a ideologiei. I-a mărturisit colegului său, Eliezer Kaplan:Când am terminat, am fost numai sudoare până la guler.
Odată cu izbucnirea în anul 1936 a Revoltei arabilor din Palestina , Ben Gurion s-a numărat printre inițiatorii „politicii de reținere” (Havlagá) adică reținere în reacția la actele violente ale arabilor, acțiune bine cântărită și evitarea lovirii în persoane inocente.     
În mărturia sa în fața Comisiei Peel trimisă de guvernul britanic pentru a ancheta cauzele revoltei arabe, Ben Gurion a lansat afirmația:
„Nu mandatul este Biblia noastră, ci Biblia este mandatul nostru”
.
În anul 1937 ,împreună cu Haim Weizmann și cu Moshe Shertok (Sharet)  Ben Gurion a acceptat recomandarea comisiei Peel de a împărți Palestina de la vest de Iordan între evrei și arabi. Dar a înțeles că un entuziasm în rândurile evreilor va atrage împotrivirea înverșunată a arabilor, și, de aceea, partea evreiască trebuie să facă pe „mireasa mofturoasă”, pe care trebuie să te străduiești serios să o convingi, ca să consimtă. În februarie 1937 Ben Gurion a supus centrului Mapai un plan de împărțire al său, însoțit de o hartă amănunțită. Era prima dată când s-a discutat un plan de divizune a Palestinei mandatare.La întrebarea Goldei Meyerson în legătura cu necesitatea de a lua în considerare creșterea în viitor a populației evreiești, Ben Gurion a replicat:Viitoarele generații se vor descurca singure, noi trebuie să ne îngrijim de generația aceasta. 

### Cartea Albă a guvernului britanic, al doilea Război Mondial și programul Biltmore

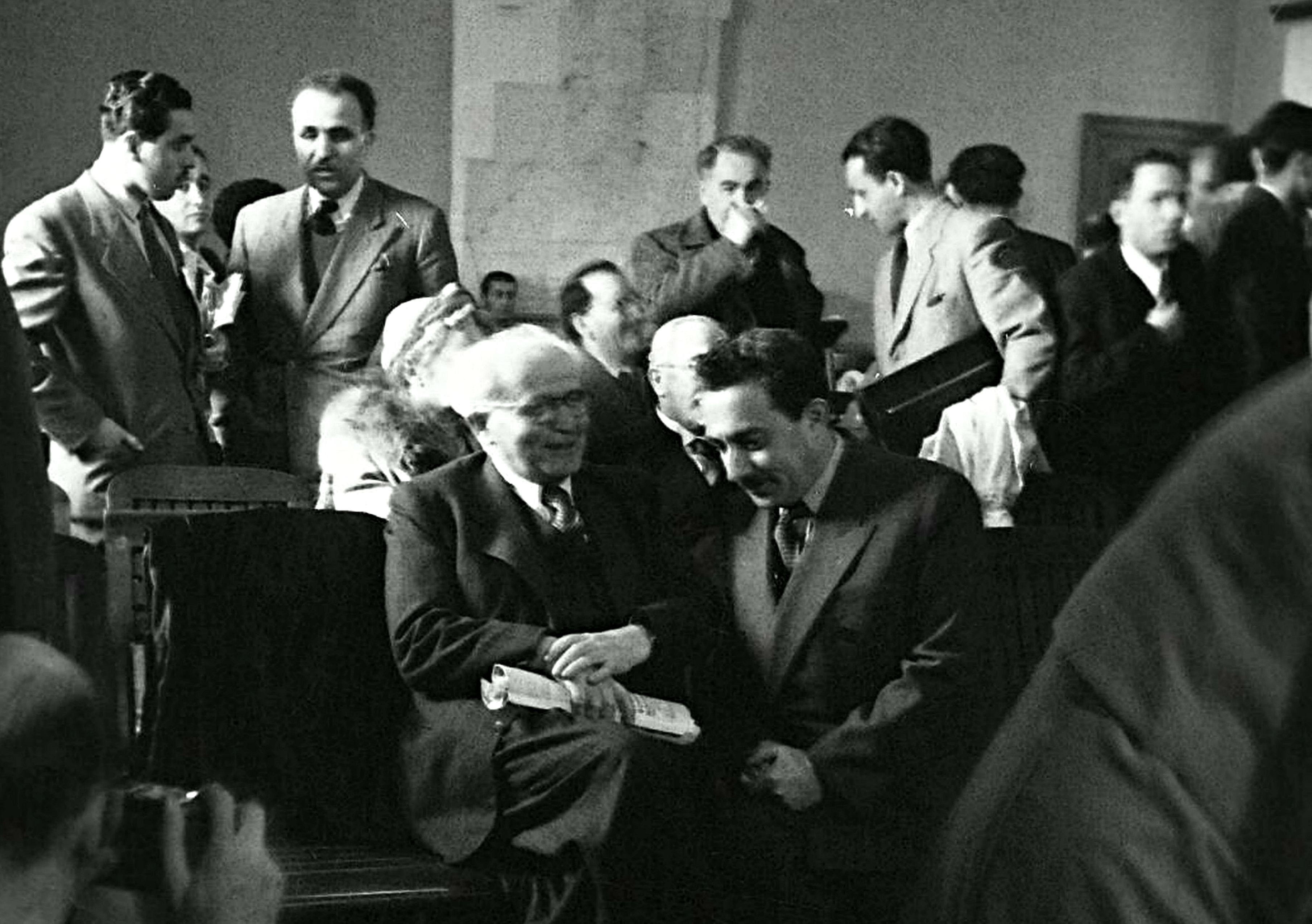
Ben Gurion și Moshe Shertok (Sharet) în 1946 la audierea în fața Comisiei anglo-americane de anchetă a situației din Palestina

După eșecul partiției Palestinei în două state, în anul 1939 autoritățile mandatare britanice au publicat Cartea Albă prin care au limitat cotele de imigrare ale evreilor în Palestina, precum și achiziționarea de pământuri de către evrei. Ben Gurion a chemat la o luptă silențioasă împotriva britanicilor, care includea organizarea unei imigrații clandestine și înființarea de așezări evreiești și în locurile interzise de către legea britanică. 
Când a izbucnit Al Doilea Război Mondial Ben Gurion a sprijinit înrolarea de voluntari evrei palestinieni  în armata britanică în eforturile militare ale acesteia contra Germaniei naziste, fără, însă, a abandona împotrivirea față de politica Cărții Albe. La 12 septembrie 1939 Ben Gurion a declarat la plenara centrului Mapai:
„Trebuie să-i ajutăm pe englezi în război, ca și cum n-ar exista Cartea Albă, și trebuie să ne împotrivim Cărții Albe
ca și cum nu ar fi războiul”
Acțiunile antibritanice ale evreilor din Palestina au încetat și a început înrolarea lor în Brigada Evreiască și alte unități din cadrul armatei britanice.
În mai 1940 Ben Gurion a vizitat Italia, care încă nu intrase în război, și Parisul, în drum spre Londra. În vreme ce s-a aflat în Anglia, Germania a invadat Belgia și Olanda, iar la Londra s-a format un nou cabinet în frunte cu Winston Churchill. Au început bombardamentele germane asupra Angliei, dar Ben Gurion a refuzat să coboare în adăposturi.
La începutul lunii octombrie 1940 a ajuns la New York. Călătoria sa în Statele Unite a primit semnificația schimbării percepției locului lui Ben Gurion din cea de lider al evreilor din Palestina într-una de lider al mișcării sioniste din lume și, în virtutea împrejurărilor, și de purtător de cuvânt al unor mari mase ale poporului evreu. 
În America a ajuns la concluzia că pentru a avea influența necesară în cercurile conducătoare ale Statelor Unite trebuia să câștige de partea sa opinia publică americană. Numai când mișcarea sionistă se va bucura de sprijinul presei, al membrilor Congresului, al bisericilor, al conducătorilor sindicali și al intelectualilor, ea va putea obține și sprijinul administrației. După un sejur de trei luni în S.U.A. Ben Gurion  s-a întors în Palestina, apoi, în august 1941 a revenit din nou la Londra. În noiembrie același an a plecat iar la New York. De data aceasta a rămas acolo peste zece luni. După publicarea Cărții Albe și în urma desfășurării evenimentelor în război s-a întărit în mintea sa convingerea în adoptarea unei orientări spre Statele Unite în locul celei centrate pe Marea Britanie.  
În 1942 Ben Gurion a susținut așa numitul Program Biltmore care a dat semnalul luptei pentru înființarea unui stat evreiesc, în pofida opoziției semnificative în rândurile mișcării sioniste și chiar în propriul său partid, din cauza semnificației sale teritoriale.
În urma Conferința de la Biltmore unde Ben Gurion  a prezentat programul  amintit, s-a produs o ruptură între el și Haim Weizmann, președintele de atunci al Organizației Sioniste. În preajma întâlnirii lui Weizmann cu președintele S.U.A., Franklin Delano Roosevelt Ben Gurion a redactat un memorand privind capacitatea viitoare a Palestinei de a integra noi imigranți după război, pentru a fi prezentat președintelui american 
La 19 septembrie 1942 a luat avionul pentru a se întoarce în Palestina. Pe drum a făcut o escală în India și în Africa de Sud, colonii unde a fost martor la manifestări de rasism din partea administrației coloniale britanice. La 2 octombrie a ajuns la Cairo și, după câteva zile, a primit vestea ca liderii sioniști au aprobat programul Biltmore. La 10 noiembrie programul a fost adoptat și de Comitetul Executiv Sionist.
În august 1944 a murit liderul și ideologul sionist social-democrat Berl Kaznelson. Ben Gurion i-a scris în acele zile prietenei sale, Myriam Cohen:
„Nimic din cele ce mi s-au întâmplat personal nu a avut asupra mea o impresie mai profundă” și a adăugat:Simt că a murit jumătate din mine". Portretul lui Kaznelson a fost unicul tablou din camera de lucru a lui Ben Gurion până la sfârșitul vieții sale. În toamna anului 1944 a vrut să ajungă în România, la cea mai mare comunitate evreiască rămasă în Europa, dar vizita i-a fost sabotată de britanici și de sovietici. În locul României, a izbutit să viziteze Bulgaria, aflată practic în afara zonei de ostilități militare, și în care căzuse de asemenea regimul pro-nazist pentru a intra în sfera de dominație sovietică și sub control comunist. Comunitatea evreiască locală i-a făcut lui Ben Gurion o primire entuziastă. În martie 1945  a plecat din nou la Londra. După câteva zile a suferit un accident de circulație. S-a ales cu o comoție cerebrală și a fost nevoit să se odihnească în hotel vreme de câteva săptămâni. De la fereastra camerei sale de hotel a asistat la serbările de sfârșit al războiului antihitlerist în Europa. 
La  1 iulie 1945 a întrunit o ședință la New York în casa lui Rudolf Sonneborn, la care au luat parte 17 oameni de afaceri evrei înstăriți de pe cuprinsul Statelor Unite, care au fost rugați să întemeieze un fond special care să achiziționeze surplusuri de echipament militar american în scopul creării unei industrii militare în zonele populate de evrei ale Palestinei. Numele de cod al fondului a fost Institutul Sonneborn, și mai târziu, Ben Gurion, va vedea în crearea lui unul din cele trei fapte mari din viața sa, alături de emigrarea sa în Palestina și de proclamarea Statului Israel
 
În continuare, el a revenit în Europa la bordul vaporului de lux Queen Elisabeth
În octombrie 1945 Ben Gurion a fost cel dintâi conducător evreu care a vizitat tabere de refugiați evrei aflate în Germania ocupată de aliații occidentali. În primul lagăr de refugiați, la Zeilsheim, a sosit în mașina șefului rabin al armatei americane de ocupație și a fost întâmpinat cu bucurie. Când a început să cuvânteze în limba idiș, în fața supraviețuitorilor, vocea i s-a sugrumat și a avut lacrimi în ochi. Primirea entuziastă s-a repetat și în celelalte tabere pe care le-a vizitat. . Între altele, a vizitat fostele lagăre de concentrare de la Dachau și Bergen Belsen, în acesta din urmă găsind și un verișor din Lodz care a supraviețuit. O aflat că nepoată de frate a sa fost arsă de vie de naziști.În noiembrie 1945 s-a întors în Palestina. În acea perioadă a trebuit sa petreacă multă vreme în străinătate. În anul 1945 a lipsit din țară 249 zile, iar în 1946 -310 zile.
În ianuarie 1946, când a aflat că o comisie anglo-americană va inspecta lagărele de refugiați evrei din Germania, a plecat și el acolo, pentru a veghea ca refugiații să fie îndrumați cum trebuie de către conducătorii lor. În cursul vizitei, comisia a constatat că marea majoritate a refugiaților cereau să emigreze în Palestina și, în consecință, ea recomanda 
eliberarea a 100,000 de certificate de emigrare 
Atât în timpul războiului și al Holocaustului, cât și după aceea, guvernul britanic s-a opus așezării și emigrării de evrei în Palestina, făcând abstracție de situația disperată a evreilor în teritoriile controlate de naziști. După victoria asupra Germaniei  conducerea Ishuvului și-a intensificat lupta contra britanicilor, la sfârșitul lui octombrie 1945 luând ființă Mișcarea revoltei evreiești (Tnuat Hameri haivri) în care s-au coalizat cele trei mișcări de rezistență:Hagana, incluzând Palmach, de asemenea Etzel sau Irgun, condusă de Menahem Beghin și Lehi, condusă de Itzhak Shamir. Simultan a continuat activitatea politică pentru înființarea statului evreiesc.In cadrul unei operații a poliției britanice la 29 iunie 1946, în așa numita „Sâmbătă neagră” au fost arestați membrii conducerii sioniste care se aflau în țară. Ben Gurion a reușit să scape de arest, fiindcă era în acea vreme la Paris, unde l-a întâlnit pe Ho Și Min, conducătorul rezistenței antifranceze din Vietnam, care i-a sugerat să creeze un guvern în exil. Ben Gurion a preferat, însă, un guvern care să se bucure de o recunoaștere internațională.În august 1946 la apelul său, conducerea sionistă întrunită la Paris a alocat 3 milioane de dolari pentru cumpărarea de armament greu. În urma atentatului cu bombă organizat de oamenii din Etzel, și care a distrus Hotelul King David din Ierusalim, provocând numeroase victime, Ben Gurion a dizolvat alianța numită Mișcarea revoltei și de atunci, organizațiile subterane Etzel și Lehi și-au reluat autonomia integrală.
În preajma Congresului Sionist de la Basel din decembrie 1946, conducerea sionistă s-a văzut divizată între tabăra mai moderată condusa de Haim Weizmann, care era pentru încetarea acțiunilor violente contra administrației britanice ostile în Palestina, și cea „activistă”, condusă de Ben Gurion, care sprijinea continuarea rezistenței. Cele două tabere au consimțit totuși să se oprească actele de ostilitate până la congres. în octombrie 1946 Ben Gurion a vizitat a treia oară lagărele de refugiați evrei din Germania. La încheierea congresului sionist, Ben Gurion a anunțat în ședința Executivei Sioniste că el preia portofoliul apărării în cadrul conducerii Agenției Evreiești. El și-a reluat cu energie eforturile  pentru achiziționarea de arme și pregătirile logistice necesare pentru a transforma organizația Hagana într-o armată care să facă față nu numai forțelor neregulate ale arabilor palestinieni, dar și unei eventuale invazii ale armatelor țărilor arabe.   
El a explicat militanților din Hagana care voiau să reia acțiunile contra britanicilor prin mijloace violente, ca trebuie să se abțină pentru a nu da britanicilor pretexte  de a distruge capacitatea de apărare a evreilor din țară, înaintea confruntării militare cu forțele militare arabe.

### Compromisul:Planul de împărțire a Palestinei adoptat de ONU
În ianuarie 1947 Ben Gurion a fost primit de ministrul de externe britanic Ernest Bevin, prima dată de la urcarea Partidului Laburist la conducerea Regatului Unit. Până atunci Bevin a refuzat să-l întâlnească și l-a caracterizat pe Ben Gurion drept „fanatic extremist”. Convorbirile dintre conducerea sionistă și funcționarii superiori ai Ministerului de externe britanic s-a încheiat printr-un impas și la începutul lunii ianuarie cabinetul britanic a anunțat că transferă chestiunea viitorului Palestinei organelor ONU.
În lunile mai-iulie 1947 Ben Gurion a inițiat o serie de consfătuiri și studii cunoscute mai târziu sub numele de „Seminarul  lui Ben Gurion” (unul din cele trei seminare de acest fel care au avut loc în acea perioadă în domeniul apărării). Ben Gurion a sondat în acele luni materiale scrise în urma celui de al Doilea Război Mondial și s-a întâlnit cu veterani ai războiului și cu comandanți ai Palmahului și din Haganá. În cursul seminarului el a ajuns la concluzia că populația evreiască din Palestina și așezările și instituțiile sale nu pot fi aparate cu mijloace de luptă de partizani și a trecut la planificarea creării unei armate regulate îndată după proclamarea statului evreiesc.  
Seminarul a avut o influență hotărâtoare în elaborarea concepției militare naționale a Israelului până în zilele noastre.

În septembrie 1947 Ben Gurion a redactat așa numita scrisoare a „status quo”-ului către liderii partidului evreilor ultraortodocși Agudat Israel. El a promis în această scrisoare că în viitorul stat evreiesc sâmbăta va fi instituită ca zi de odihnă oficială, nu va fi introdusă cununia civilă (deși el însuși s-a căsătorit printr-o astfel de căsătorie) și i-a asigurat că curentele diferite de învățământ religios se vor bucura de autonomie. El a făcut aceasta pentru a-și asigura sprijinul întregului public evreiesc din Palestina pentru crearea statului și prin această scrisoare a pecetluit caracteristicile viitorului stat Israel în chestiunile relațiilor dintre stat și cultele religioase pe multe decenii înainte.
Ben Gurion a condus  instituțiile oficiale ale evreilor din Palestina în eforturile pentru adoptarea planului de împărțire a Palestinei în doua state - evreiesc și arab, așa cum a fost recomandat  de comisia ONU și aprobat de Adunarea Generală a ONU la 29 noiembrie 1947. El a reușit să obțină în forurile conducătoare ale evreilor palestinieni aprobarea planului de împărțire a țării în pofida unei acerbe împotriviri până în ultimul moment din partea multor cercuri politice din dreapta, stânga și chiar din înăuntrul propriului său partid, Mapai.  
La 12 aprilie 1948 ca pas pregătitor al proclamării statului evreiesc, Comitetul Executiv al Organizației Sioniste 
a ales un forum numit Direcțiunea Poporului - Minhelet Ha'am, în frunte cu Ben Gurion. Această Direcțiune urma să conducă treburile populației evreiești din Palestina și războiul de apărare.

### Proclamarea Statului Israel și primii săi ani ca prim ministru 1948-1953

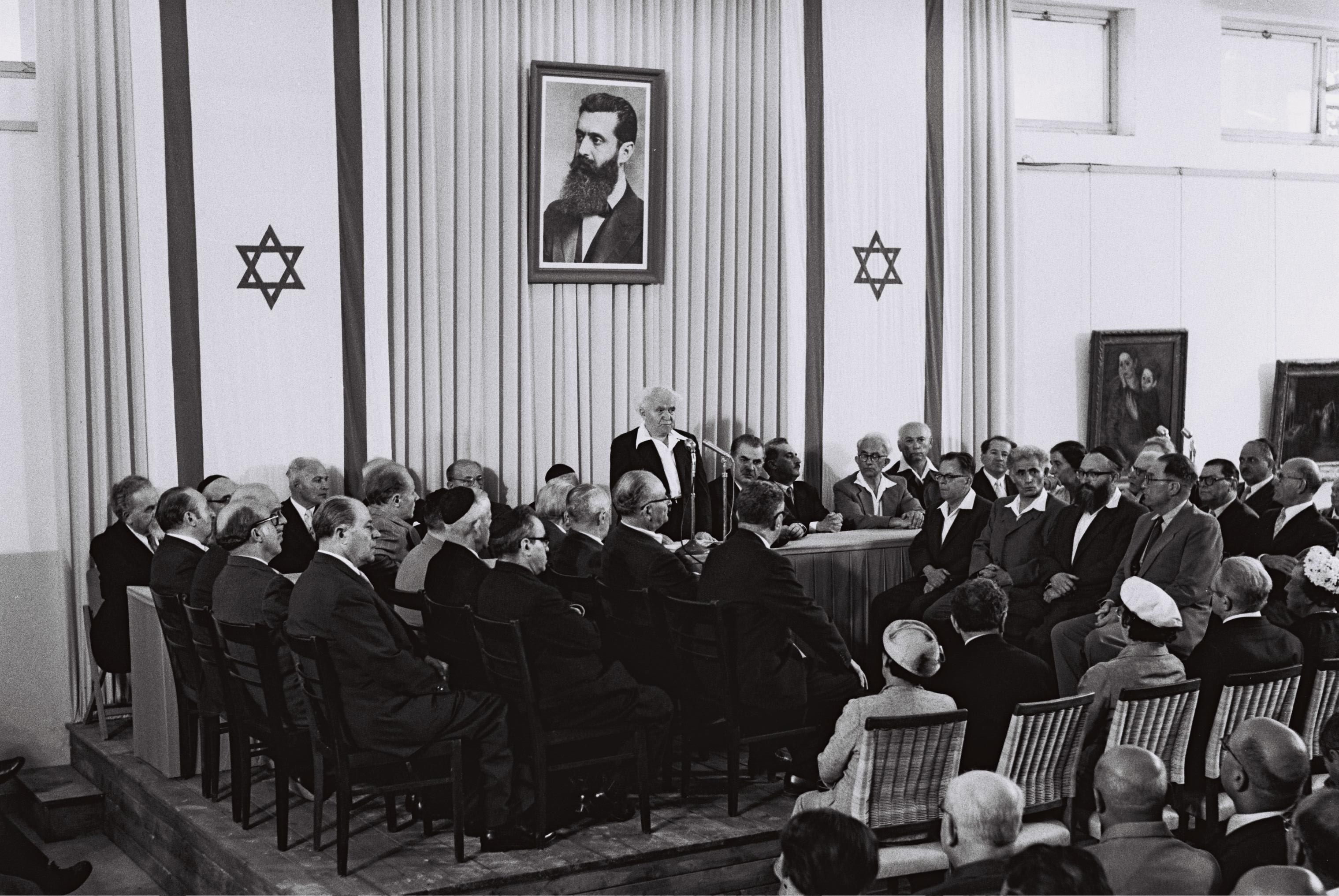
Ben Gurion proclamând la Tel Aviv întemeierea Statului Israel

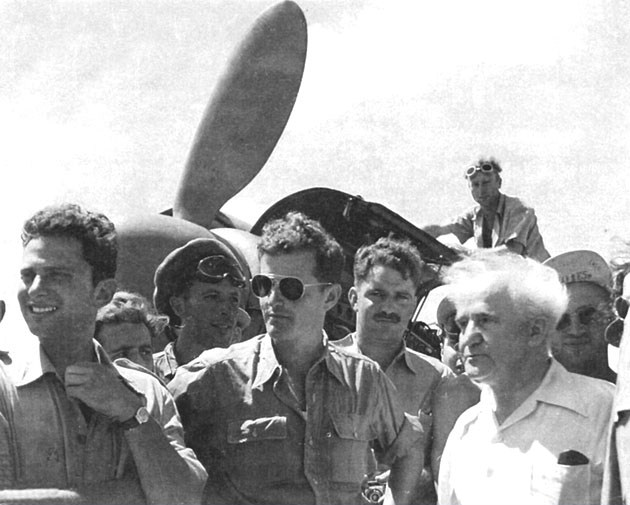
Ben Gurion vizitând la 17 august 1948 prima escadrilă 101 a aviației militare israeliene. În centru-comandantul unității, Modi Alon, care a căzut după trei luni în război

În ziua datei fixate pentru încheierea mandatului britanic asupra Palestinei, la 14 mai 1948,  după calendarul evreiesc la 5 al lunii Yiar 5708, Ben Gurion a citit Declarația de Independență (Meggilát Haatzmaút) a cărei versiune finală a redactat-o, în cursul unei ceremonii de proclamare a statului evreiesc ținută la Tel Aviv și a fost cel dintâi semnatar al ei. Noul Stat a fost numit Israel. Ben Gurion a fost numit prim ministru și ministru al apărării în guvernul provizoriu al statului evreiesc, iar după primele alegeri generale pentru parlamentul israelian - Knesset - din 25 ianuarie 1949, a continuat să dețină aceste funcții. Ben Gurion le-a îndeplinit, în total, vreme de 13 ani, (fiind depășit la numărul de ani la conducerea guvernului numai de către Binyamin Netanyahu după anul 2018). Această perioadă s-a adăugat la cei 13 ani precedenți în care a condus Agenția Evreiască, care funcționase înainte de 1948 ca un fel de „guvern al statului în formare”

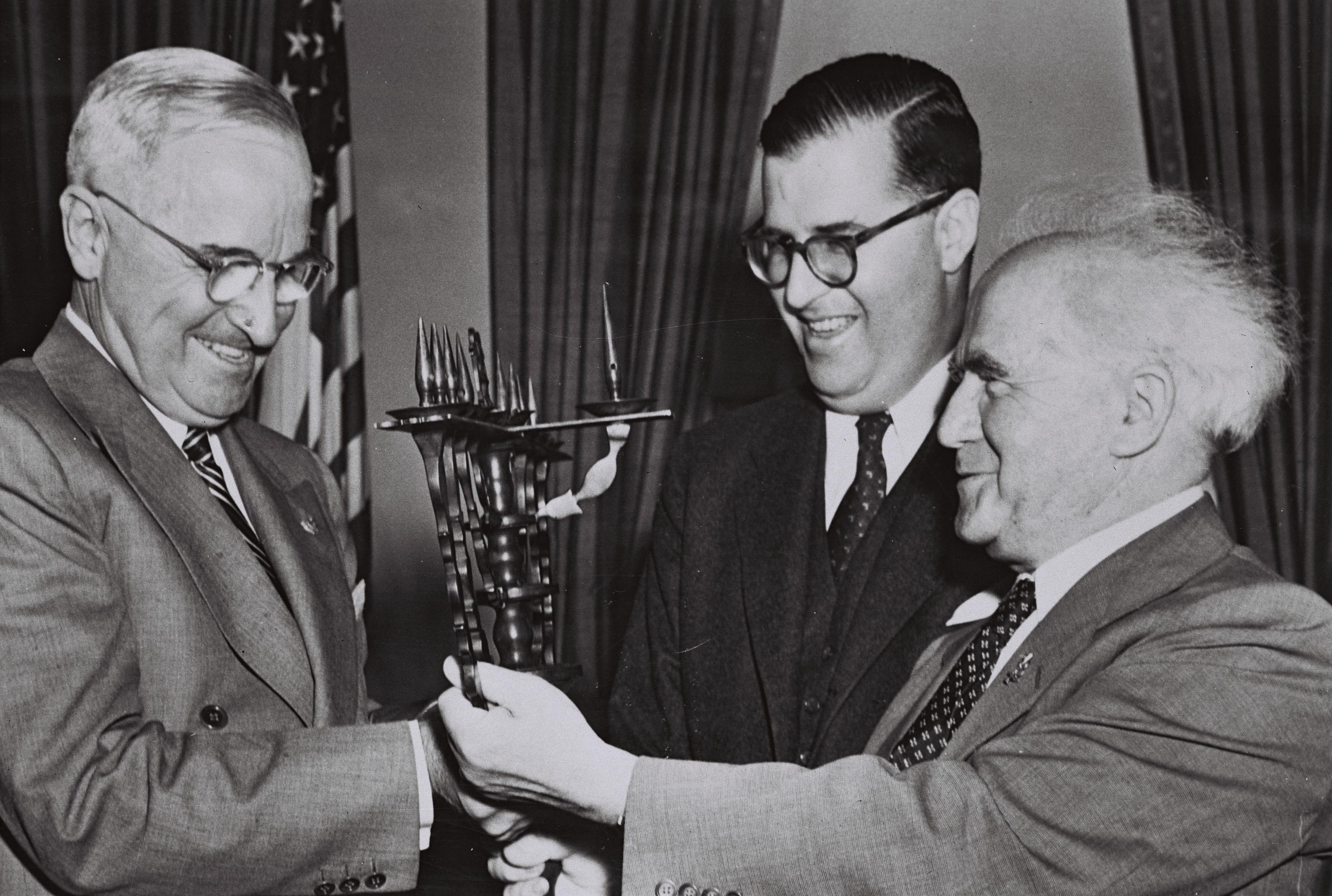
Ben Gurion si ambasadorul Israelului la Washington, Abba Eban, la întâlnirea cu președintele Statelor Unite, Harry Truman, 1 mai 1951

Confruntarea militară cu vecinii arabi palestinieni și unitățile lor neregulate, luase deja proporții îngrijorătoare deja după Rezoluția Adunării Generale a ONU de împărțire a Palestinei, care a fost respinsă de lumea arabă, inclusiv de partea palestiniană.
De îndată cu terminarea mandatului britanic și proclamarea Israelului, cinci state arabe - Egiptul, Transiordania, Siria, Libanul și Irakul au trimis forțe militare pe teritoriul Palestinei care au înaintat în direcția teritoriilor populate de evrei. La 26 mai 1948 Ben Gurion a ordonat crearea Armatei de apărare a Israelului - Tzahal. În calitatea de prim-ministru și de ministru al apărării, el a coordonat operațiile militare în toată perioada Războiului de Independență a Israelului, până la victorie și la acordurile de armistițiu care s-au semnat în anul 1949.  
Deoarece șeful oficial al noului stat Israel, președintele Consiliului Provizoriu de Stat, Haim Weizmann, s-a întors în țară abia la câteva luni după proclamarea statului, Ben Gurion a fost cel care a primit pe cei dintâi reprezentanți diplomatici ajunși în Israel și care și-au prezentat în fața sa scrisorile de acreditare, în primul rând legatul Statelor Unite, James 
McDonald și legatul Uniunii Sovietice, Pavel Erșov.
Ben Gurion a văzut în înființarea armatei israeliene cea mai însemnată realizare din perioada de început a Statului Israel.
Armata avea în viziunea sa nu numai obiective de apărare, ci și o vocație socială și cetățenească în momente de criză.
Ea urma sa fie un creuzet de integrare a tinerei generații originare din diverse comunități și din diverse pături sociale.
Armata a primit misiuni de întărire a sistemului de învățământ și de populare a zonelor de graniță și a celor cu populație evreiască mai redusă.  În acest context , al alcătuirii unei armate naționale unice, el a luat două decizii controversate:
1/adoptarea unei poziții vehemente fără compromis față de vasul cu armament „Altalena” adus în apele teritoriale ale Israelului de către partizanii organizației rivale „Etzel” (Irgun Tzvai Leumi) și atacarea lui cu obuze in dreptul litoralului mediteranean lângă satul Kfar Witkin. Ben Gurion a ordonat oprirea acestei nave cu orice preț și a decis bombardarea ei. În luptele astfel declanșate au fost omorâți 16 membri ai organizației Etzel și trei soldați ai armatei.
2/ decizia cu privire la dizolvarea unităților de șoc Palmakh, dominate în parte de militari apropiați de partidul prosovietic Mapam. La 7 noiembrie 1948 Ben Gurion a ordonat încetarea activității comandamentului Palmakhului în frunte cu Israel Galili. 
După încheierea Războiului pentru independență Ben Gurion a acceptat cererea factorilor militari de a impune regimul de guvernământ militar asupra zonelor locuite de arabi din nordul Israelului, din „Micul Trunghi” și din Neghev
În pofida obiecțiunilor partidelor de stângă din coaliția guvernamentală și ale Mișcării Herut din opoziție, guvernamantul militar al arabilor israelieni a continuat și după ce Ben Gurion a încetat fie prim ministru. După cum se știe, după terminarea războiului din 1948-1949 Ben Gurion nu a vizitat nici un sat arab din Israel.

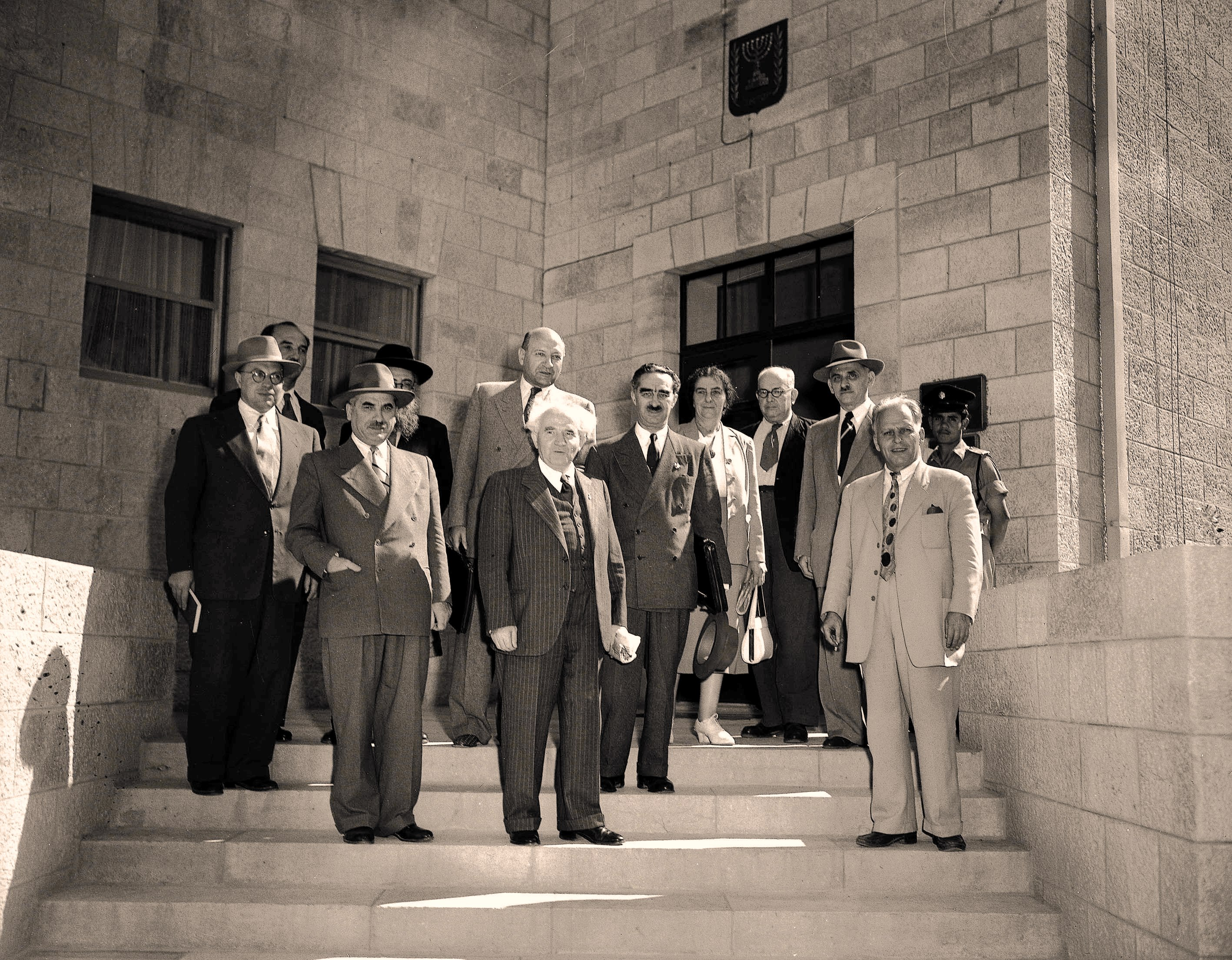
Ben Gurion și membrii celui de-al treilea guvern al său, la 11 octombrie 1951

În prima sa cadență ca prim-ministru între 14 mai 1948-26 ianuarie 1954, datorită marilor valuri de imigrare,  numărul locuitorilor evrei ai Israelului s-a dublat, ajungând de la 650,000 la 1,370,000 locuitori. Deși uneori a fost in favoarea trierii imigranților, Ben Gurion s-a opus în general cu tărie acelor membri ai conducerii israeliene care considerau ca trebuie impuse limite și reduceri ale imigrării evreilor, din cauza dificultăților în integrarea lor. 
, .
Ben Gurion acorda o mare importanță încurajării imigrării evreiești și creșterii populației Statului Israel.  El a insistat și asupra încurajării natalității. Premiul pentru natalitate, de 100 lire israeliene , acordat mamelor care au născut zece copii rămași în viață, reprezenta un omagiu simbolic adus acestor mame.
Pentru a finanța integrarea imigranților Ben Gurion a acționat pentru semnarea acordului de despăgubiri cu Republica Federală Germania care s-a obligat să despăgubească Statul Israel pentru cheltuieile  necesitate de integrarea imigranților evrei și pentru suferințele și daunele pricinuite de Germania nazistă poporului evreu în cursul Holocaustului (Shoá). Acordul cu Germania a trezit o mare împotrivire publică atât din partea taberei de dreapta și a partidului sioniștilor generali, cât și din partea partidelor de stânga Mapam și Partidul Comunist (Maki). Cel mai acerb luptător împotriva acordului a fost liderul mișcării Herut, Menahem Beghin care la 8 mai 1952 a stat în fruntea unei mari demonstrații violente împotriva lui Ben Gurion în Piața Sion din Ierusalim în fața sediului de atunci al Knessetului. A doua zi, Ben Gurion s-a adresat poporului la radio, afirmând ca „oameni ai pumnului și ai asasinatului politic”, „o gloată sălbatică” și „bande de elemente turbulente” „au început să distrugă democrația în Israel”.
Ben Gurion a pus suveranitatea statului recent înființat pe bazele principiului etatismului. Pentru realizarea acestuia el a transferat centrele puterii din mâinile partidelor și a factorilor sectoriali în cele ale instituțiilor guvernamentale. El a aspirat să unească poporul în jurul culturii comune potrivit concepției „creuzetului” . În acest scop el a luat două hotărâri semnificative încă de la începutul activității sale ca prim ministru:decizia de a face din armata Israelului o „armată a poporului” li decizia cu privire la desființarea sistemului de învățământ bazat pe diferite „curente”  
și unificarea sistemului educativ general sub semnul legii învățământului de stat.
La crearea coaliției guvernamentale Ben Gurion a pornit de la principiul  „Fără Herut și comuniști” și a obișnuit să  accentueze ignorarea șefului opoziției de dreapta, Menahem Beghin, prin folosirea expresiei „deputatul din dreapta deputatului Yohanan Bader” (mai târziu înainte de a muri, ca particular, a corespondat însă cu acesta în cuvinte calde)
Până ce s-a retras prima dată de la conducerea guvernului, stabilindu-se în kibuțul Sdè Boker, cu excepția guvernului provizoriu, a ținut să nu coopteze în guvernele sale  nici partidul Mapam, care susținea fără rezerve Uniunea Sovietică și regimul stalinist.
Ben Gurion a fost și părintele dezvoltării programului de energie nucleară al Israelului. Încă din timpul Războiului de independență
el s-a întâlnit cu un inginer israelian, care emigrase în Franța, și care era unul din fondatorii programului nuclear francez, și a primit de la acesta date asupra resurselor necesare pentru înființarea unui reactor nuclear și pentru punerea lui în funcție. la 13 iunie 1952 el a hotărât să-și pună în aplicare planul și a înființat Comisia pentru energie nucleară sub conducerea profesorului Ernst David Bergmann. În 1958 a început întemeierea centrului de cercetări nucleare de la Nahal Sorek, iar în 1959 a început crearea centrului de cercetări nucleare din Neghev.
Israelul era confruntat în anul 1953 cu o intensificare a atacurilor ucigașe ale fedainilor palestinieni pe teritoriul său, din direcția Iordaniei (Cisiordania). După mai multe acțiuni de represalii fără succes, Ben Gurion l-a însărcinat pe Ariel Sharon  să pună pe picioare o nouă unitate de comando care să dea un răspuns eficient infiltrărilor de fedaini. Ben Gurion i-a spus lui ShSharon: „Fedainii trebuie să învețe să plătească un preț greu pentru viețile israelienilor”. Sharon a creat comandoul numit Unitatea 101. În cele cinci luni de existență, această unitate a lansat raiduri repetate imptriva obiectivelor militare și a satelor folosite de fedaini ca baze de acțiune. Aceste actiuni ale comandoului 101 au ramas in istoria Israelului sub numele de „Operațiile de represalii”.
În iulie 1953 Ben Gurion și-a luat un concediu de trei luni, iar Moshe Sharet l-a înlocuit. Totuși, încă înainte de a-și încheia concediul el a participat la hotărârea lansării unei operații de represalii contra localității arabe Kibiye, aflată atunci în Iordania, fără știrea lui Sharet. El s-a întors la cârma guvernului la câteva zile după această acțiune care s-a desfășurat la 18 octombrie 1952.

### Retragerea lui Ben Gurion la Sde Boker, 1953-1955

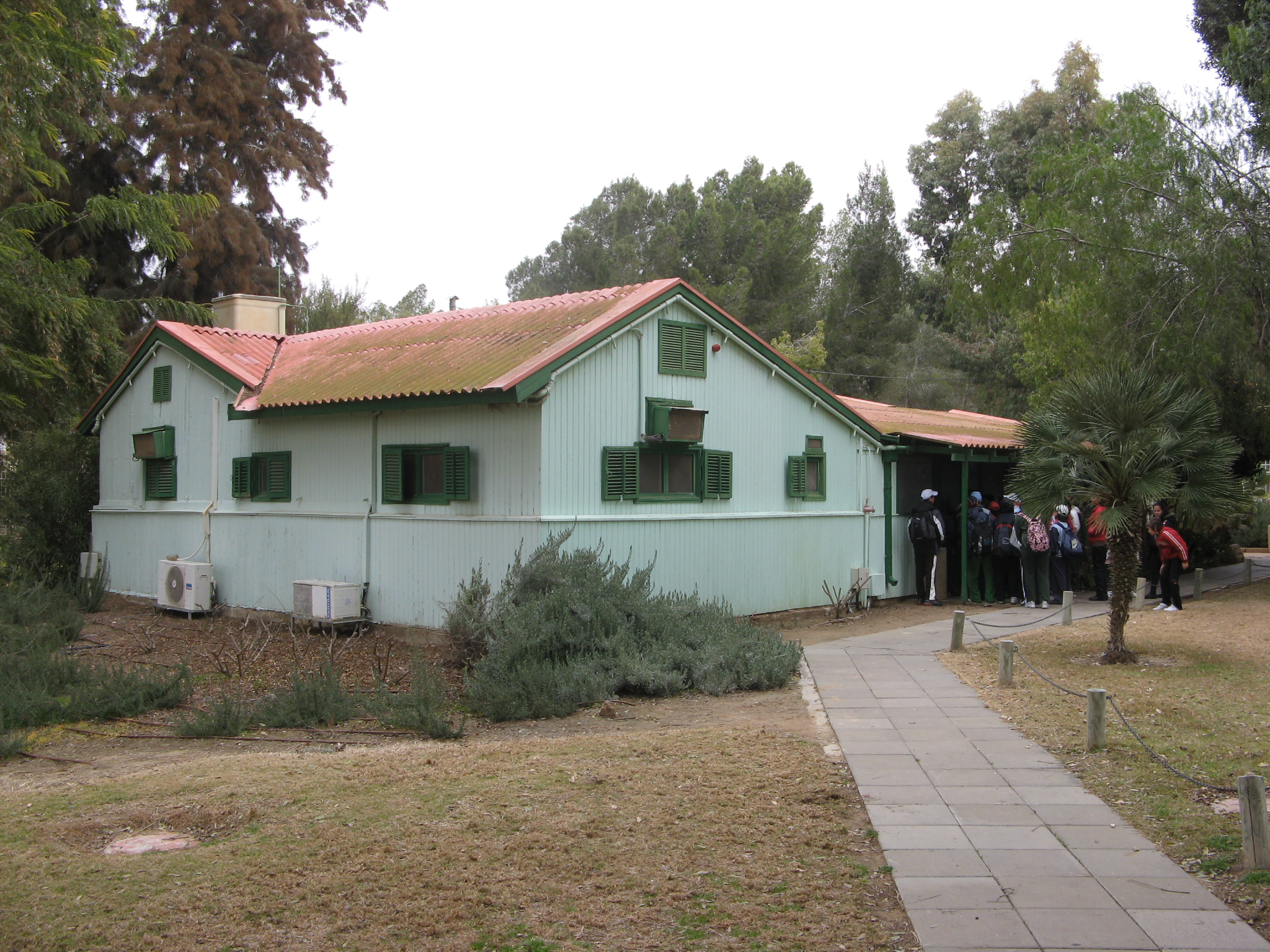
Căsuța lui Ben Gurion la Sde Boker, azi muzeu, imagine din 2008

Ben Gurion era convins ca viitorul  populației evreiești în Israel stă în deșertul Neghev, care acoperă o parte mare din suprafața restrânsă a Israelului. Pătruns de această credință,  el a demisionat la 7 decembrie 1953 de la conducerea guvernului și și-a mutat domiciliul într-o căsuță clădită pentru el în kibuțul Sde Boker, care fusese întemeiat cu un an înainte. Ben Gurion s-a încadrat în activitățile curente ale așezării, atât în grajdul de vite, cât și la stația meteorologică locală. El și soția sa au devenit cei mai vârstnici membri ai tinerei gospodării. După spusele lui, s-a stabilit acolo deoarece i-a plăcut locul și a vrut să participe și el la înflorirea deșertului.
Și în această perioadă nu a încetat să exercite o influență decisivă asupra conducerii țării. Personalități din generatia mai tânără, precum Moshe Dayan, care devenise general și șeful Marelui Stat Major al armatei, sau Shimon Peres au îndeplinit misiuni cu știrea lui Ben Gurion, și fără a-l pune la curent pe noul prim ministru, Moshe Sharet. Așa s-a întâmplat și în cazul unor acțiuni militare.

### Întoarcerea la conducerea guvernului, 1955-1963
La 21 februarie 1955 Ben Gurion a revenit in guvern, mai întâi ca ministru al apărării în cabinetul lui Moshe Sharet.
Într-una din disputele într-o ședință a guvernului a folosit prima dată expresia ironică în spiritul limbii idiș „Um Shmum” („Um” corespunzând în ebraică prescurtării „ONU”) care voia sa exprime limitele până la care politica Israelului trebuie să se simtă obligată de orice demers sau hotărâre adoptate de foruri ale  Națiunilor Unite. La 3 aprilie 1955 s-a supus la vot in ședința guvernului o propunere a lui Ben Gurion de a iniția în Fâșia Gaza (pe atunci sub ocupație egipteană) niște represalii la acțiuni ucigașe antiisraeliene ale „fedainilor” palestinieni. Propunerea sa a fost respinsă de guvern, desi majoritatea miniștrilor din partidul său Mapai (printre care Golda Meir și Levi Eshkol) au sprijinit-o.
La 27 aprilie 1955 cu ocazia paradei militare ținute pe Stadionul din Ramat Gan cu ocazia a șapte ani de la Independența Israelului, Ben Gurion a rostit un discurs, în care a spus, între altele: 
„Viitorul nostru nu depinde de ce vor spune celelalte neamuri (goyim) ci de faptele noastre, ale evreilor”
După alegerile generale din 26 iulie1955 Ben Gurion a revenit și la conducerea guvernului - de la 30 noiembrie 1955  cumulând ambele funcții de prim-ministru și ministru al apărării, în timp ce Moshe Sharet și-a păstrat funcția de ministru de externe. Divergențele politice și personale dintre Ben Gurion și Sharet (care s-au expimat și în victoria lui Sharet asupra lui Ben Gurion la votul din guvernul precedent cu ajutorul miniștrilor din alte partide) au contribuit la demisia lui Sharet din guvern la 19 iunie 1956 și înlocuirea lui la ministerul de externe cu Golda Meir. 

#### Campania din Sinai și apoi retragerea 1956-1957
În acea perioadă Egiptul sub conducerea lui Gamal Abdel Nasser s-a reînarmat cu ajutorul unei mari cantități de armament modern furnizat de Uniunea Sovietică și a pus în pericol libera circulație a vaselor israeliene prin Strâmtoarea Tiran la ieșirea din Marea Roșie, adoptând o politică amenințătoare față de Israel. 
La 10 iunie 1956 Ben Gurion și-a dat acordul negocierilor israelo-franceze pentru o colaborare împotriva lui NasserÎn ultima săptămână a lunii iunie s-a încheiat o întelegere secretă care a inclus achiziționarea de arme franceze , iar la 24 iulie a sosit în Israel prima navă franceză încarcată cu armament. La 26 iulie Nasser a anunțat naționalizarea Canalului Suez 
La 21 octombrie Ben Gurion a plecat în Franța și a participat la o întâlnire secretă la nivel înalt la Sevres lângă Paris, împreună cu premierul francez Guy Mollet ,ministrul de externe al Frantei Christian Pineau și ministrul apărării al Franței, Maurice Borges-Monory, cu care a discutat planificarea operațiunii militare comune împotriva Egiptului. La 24 octombrie Ben Gurion a semnat un acord tripartit cu Franța și cu Regatul Unit asupra acestei operațiuni militare contra Egiptului, care a primit numele de cod „Operațiunea Muschetar”. Partea luată de Israel în cadrul operațiunii - Campania din Sinai - a primit în ebraică numele de Operațiunea Kadesh (Mivtzá Kadésh). La întâlnirea de la Sèvres Ben Gurion a renunțat la cererea sa de lansare a unui atac simultan, și a acceptat planul britanic, după care Israelul își va lua rolul de agresor: va ataca primul și va furniza astfel Marii Britanii și Franței pretextul pentru o intervenție militară în „apărarea ” Canalului Suez. Aceasta a fost singura dată în viață când Ben Gurion a hotărât ca Israelul să inițieze un război. 
Operațiunea a început la 29 octombrie, iar la 5 noiembrie armata israeliană a terminat cucerirea întregii peninsule  Sinai, inclusiv a insulelor Tiran și Snapir. În acea zi, seful guvernului Uniunii Sovietice, Nikolai Bulganin a trimis scrisori pe un ton vehement Franței, Regatului Unit și Israelului. În scrisoarea către Ben Gurion el a lansat o amenințare gravă la adresa Israelului: 
„Guvernul Izraelului se joacă în mod criminal și lipsit de răspundere cu soarta lumii, cu soarta propriului său popor. El seamănă o asemenea dușmănie față de Izrael în rândurile popoarelor din Orient, ce nu poate să nu influențeze viitorul Izraelului și pune sub semn de întrebare însăși existența Izraelului ca stat”
„Pentru asigurarea păcii în Orientul Apropiat, guvernul sovietic ia în acest moment măsuri pentru a pune capat războiului și a-i frâna pe agresori”
. În afara acestor amenințări Uniunea Sovietică a răspândit zvonul că ea recrutează „voluntari” care se vor alătura armatei egiptene. La 6 noiembrie 1956 seful Statului Major israelian, generalul Moshe Dayan a citit în fața soldaților o scrisoare a lui Ben Gurion cu ocazia încheierii războiului, în care se spunea:
„Yotvat (Tiran) va redeveni o parte din al treilea regat al Israelului!”
 . La 7 noiembrie Ben Gurion a rostit în Knesset o cuvântare cu ocazia victoriei armatei israeliene în ceea ce a numit „cea mai mare campanie militară din istoria poporului nostru” și „una din operațiile militare cele mai mari din istoria omenirii”. Am asistat în aceste zile, a spus, la „o înnoită revelație a Muntelui Sinai”. „Israelul nu s-a atins de teritoriul Egiptului”, „ci numai și numai de cel al peninsulei Sinai”. de asemenea, el a afirmat dreptul Israelului la insula „Yotvat”, adică Tiran, bazându-se pe menționarea în antichitate a unei așezari evreiești pe insulă, în scrierile lui Procopius din Cezareea.În legătură cu presiunile din partea Statelor Unite și a Uniunii Sovietice, el a afirmat ca aceste puteri au preferat să-l împace pe Nasser decât să apere respectarea dreptului internațional, și au făcut aceasta „pe socoteala Israelului”. El a declarat in continuare: „Nu ne vom umili în fața puterilor lumii”. El a declarat nul acordul de încetare a focului cu Egiptul și că „Israelul nu va accepta sub nicio condiție prezența unei forțe străine pe teritoriul sau  într-unul din teritoriile pe care le controlează”.   
A doua zi s-au înregistrat reacții mânioase la acest discurs, iar Adunarea Generală a ONU a adoptat cu majoritate absolută o rezoluție care cere Israelului să se retragă fără condiții.
La 8 noiembrie 1956 Ben Gurion a primit un mesaj deosebit de aspru din partea președintelui Statelor Unite, Dwight Eisenhower, în care cerea ieșirea Israelului din teritoriul egiptean. Scrisoarea era însoțită de un mesaj nescris al secretarului de stat John Foster Dulles, care amenința că în caz că Israelul refuză să se retragă, Statele Unite vor înceta să mai acorde Israelului orice asistență financiară, guvernamentală sau privată 
și ONU va lansa sancțiuni împotriva sa. În aceeași zi au fost difuzate numeroase știri cu privire la o intervenție militară sovietică. Ele au semănat o panică generală în rândurile conducerii israeliene și l-au  impresionat și pe Ben Gurion. Temându-se de un atac sovietic, Ben Gurion a hotărât să accepte retragerea și a scris două scrisori de răspuns conducătorilor Statelor Unite și Uniunii Sovietice. Lui Bulganin i-a scris 
„Politica noastră externă este dictată de necesitățile noastre vitale și de dorința noastră de pace și nici un factor străin nu o determină și nu o va determina”
.
Președintelui Eisenhower i-a scris, în schimb, că este dispus să accepte cererea de retragere. El a citit cele două mesaje de răspuns la posturile de radio  
La 12 noiembrie 1956 Ben Gurion a făcut cu avionul o inspecție de două zile în Sinai. A aterizat la Sharm a-Sheikh, iar în a doua zi a inspectat Fâșia Gaza. A încercat să tergiverseze retragerea cu scopul de a anexa strâmtoarea Tiran și de a înlocui trupele israeliene nu cu trupe egiptene, ci cu o forță internațională. A ales tactica amânării, cu speranța că. odată cu trecerea timpului, va scădea pericolul unui atac sovietic, și că lumea va adopta o poziție mai echilibrată față de Israel. În răstimpul acesta Israelul va putea să-și explice poziția în fața Statelor Unite  și a opiniei publice americane. Tergiversarea urma sa transforme retragerea într-un atu în negocieri pentru atingerea unor obiective politice. Ben Gurion spera ca după evacuarea unei părți din Sinai, va scădea presiunea internațională și lumea se va împăca cu continuarea prezenței israeliene în Fâșia Gaza și în Strâmtoarea Tiran. Numai ca presiunea asupra Israelului nu a scăzut. La 15 ianuarie 1957 Ben Gurion a primit un nou mesaj amenințător din partea lui Bulganin. Adunarea Generală a ONU a cerut Israelului să se retragă, amenințând cu sancțiuni economice. Retragerea din Sinai s-a efectuat în mai multe etape, dar Ben Gurion a aprobat cererea lui Dayan de a înființa așezări agro-militare (NAHAL) la Sharm a-Sheikh - Nahal Tarshish și la Rafiah (Nahal-Rafiah)  După M.Bar Zohar Ben Gurion a aprobat inițiativa lui Dayan, în legatură cu Tiran și Sharm a-Sheikh, (dar a respins planuri ce i s-au părut îndoielnice precum colonizarea în nordul Sinaiului și Fâșia Gaza) și a extins legea israeliană asupra Fâșiei Gaza. 
Ben Gurion a refuzat să se retragă din aceste locuri în mod necondiționat, și a cerut lui Levi Eshkol și Moshe Dayan să facă pregatiri în caz de sancțiuni. La 3 februarie 1957 a primit de la Eisenhower o nouă scrisoare, cu un mesaj amenințător, dar a respins cererea de retragere. Lupta politică a Israelului a devenit o confruntare personală cu președintele SUA. În cele din urmă Israelul a fost silit să se retragă și de la strâmtori și din Fâșia Gaza. Victoria militară s-a încheiat printr-o înfrângere politică, dar în urma ei s-a asigurat vreme de zece ani libertatea circulației navelor israeliene prin Marea Roșie și liniștea la frontiera cu Egiptul și Fâșia Gaza. 
Campaniei din Sinai i-a urmat o inflorire a relațiilor externe ale Israelului cu diverse țări din lume, și un val de mândrie în rândurile evreilor din Diaspora. În țară ea a întărit prestigiul lui Ben Gurion și al partidului său, MAPAI.

#### Chestiuni externe și reactorul nuclear de la Dimona

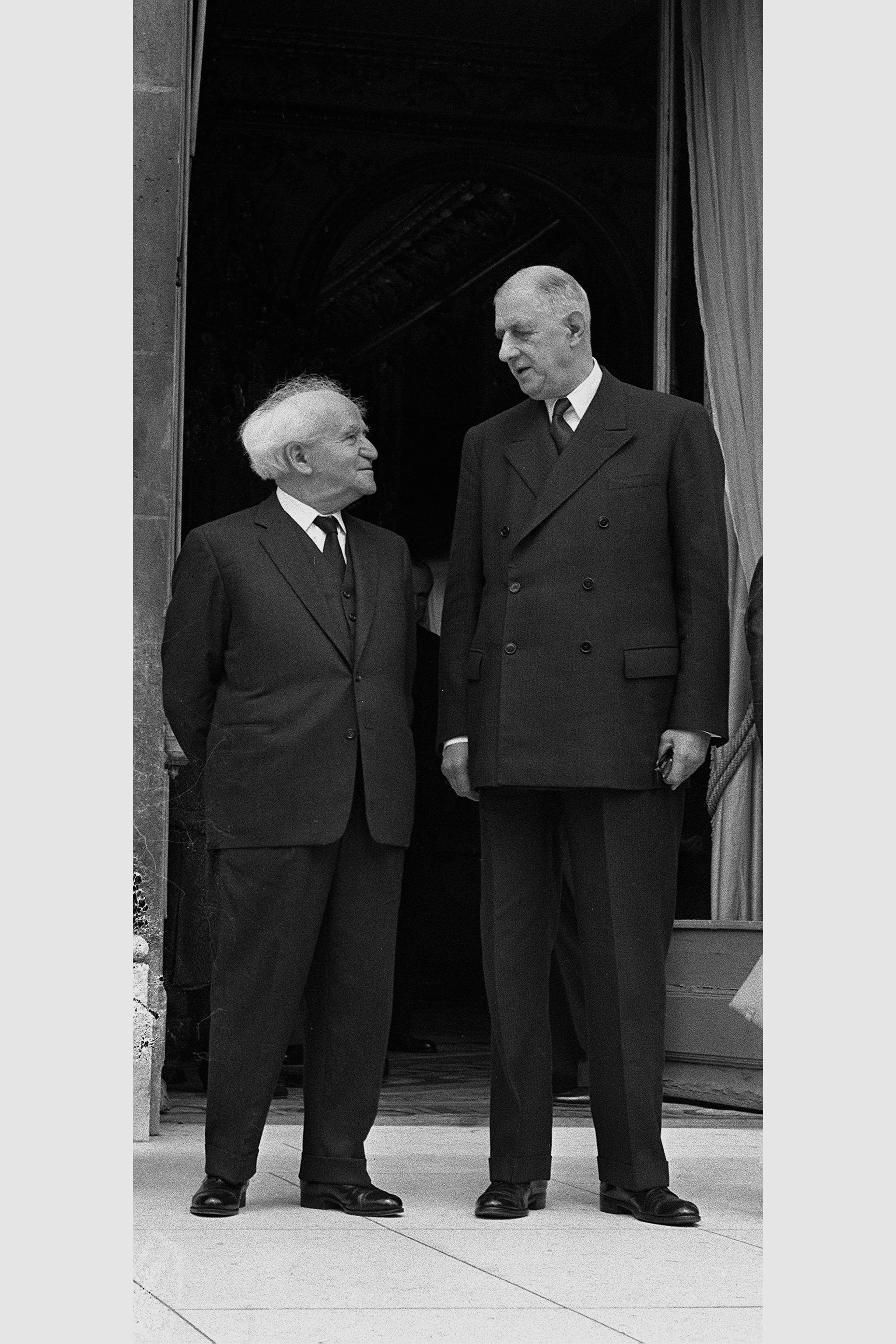
Ben Gurion, primit de președintele Franței, Charles de Gaulle, la Palatul Élisée

În anii următori, Ben Gurion a legat relații de prietenie cu noul președinte al Franței, generalul Charles de Gaulle, ajungând la o cooperare strânsă între cele două state, a cărei culme a fost reprezentată de furnizarea unei mari cantități de armament francez Israelului și mai ales aviației militare israeliene, precum și construirea cu ajutorul Franței a centrului de cercetare nucleară de la Dimona. 
Ben Gurion gândea că un arsenal nuclear ar fi singura cale de contracara superioritatea numerică, în spațiu și resurse financiare a lumii arabe, care era ostilă Israelului, și ar fi singura garanție a supraviețuirii Israelului și a prevenirii unui al doilea Holocaust. În ultimele luni ale exercitării funcției de prim ministru, Ben Gurion s-a aflat, pe această temă, într-un conflict diplomatic cu Statele Unite, care voiau să impună Israelului vizite regulate de control la reactorul nuclear israelian din Dimona.
Ben Gurion a inițiat și strângerea gradată relațiilor politice cu Germania de vest. Punctul de plecare al acestor relații a fost acordul de despăgubiri pentru Holocaust, semnat cu guvernul cancelarului Konrad Adenauer încă în prima cadență a guvernării sale, în ciuda unei vehemente opoziții din partea partidelor naționaliste și marxiste din Israel.
La 29 octombrie 1957, în urma unui atentat cu grenadă  în Parlament, Ben Gurion a fost ușor rănit și internat câteva zile în spital. La 2 noiembrie s-a sinucis secretarul său în probleme militare, colonelul Nehemia Argov, după ce lovise grav un ciclist într-un accident de circulație. Anturajul lui Ben Gurion a decis să ascundă vreme de câteva zile de Ben Gurion știrea sinuciderii lui Argov și i-a predat în spital versiuni special cenzurate ale ziarelor.
La 14 mai 1960 Ben Gurion l-a întâlnit prima dată pe cancelarul Adenauer la hotelul Waldorf Astoria din New York pentru o întrevedere care a durat aproape două ore. Adenauer a vorbit în germană, iar Ben Gurion, care l-a înțeles, a vorbit în engleză, amândoi ajutându-se de translatori.   
La 5 iulie 1961 Israelul a lansat racheta Shavit 2, de producție proprie. Imaginile arătându-l pe Ben Gurion și pe adjunctul său la ministerul apărării, Shimon Peres, privind lansarea, au trezit emoții în sfera diplomatică internațională și accelerarea cursei înarmărilor în regiune. În Israel publicul a fost cuprins de emoție și mândrie. Lansarea  avut loc două săptămâni înainte de alegerile parlamentare pentru al cincilea Knesset. În alegeri partidul principal de guvernamânt condus de Ben Gurion, Mapai, și-a păstrat poziția centrală in parlament, dar totuși a pierdut șase mandate. Nu se știe în ce măsură a influențat lansarea rachetei votul alegătorilor.
În 1962 Ben Gurion a primit titlul de doctor honoris causa al Politehnicii din Haifa, Technion în calitatea de „arhitect ”„constructor al statului Israel”.

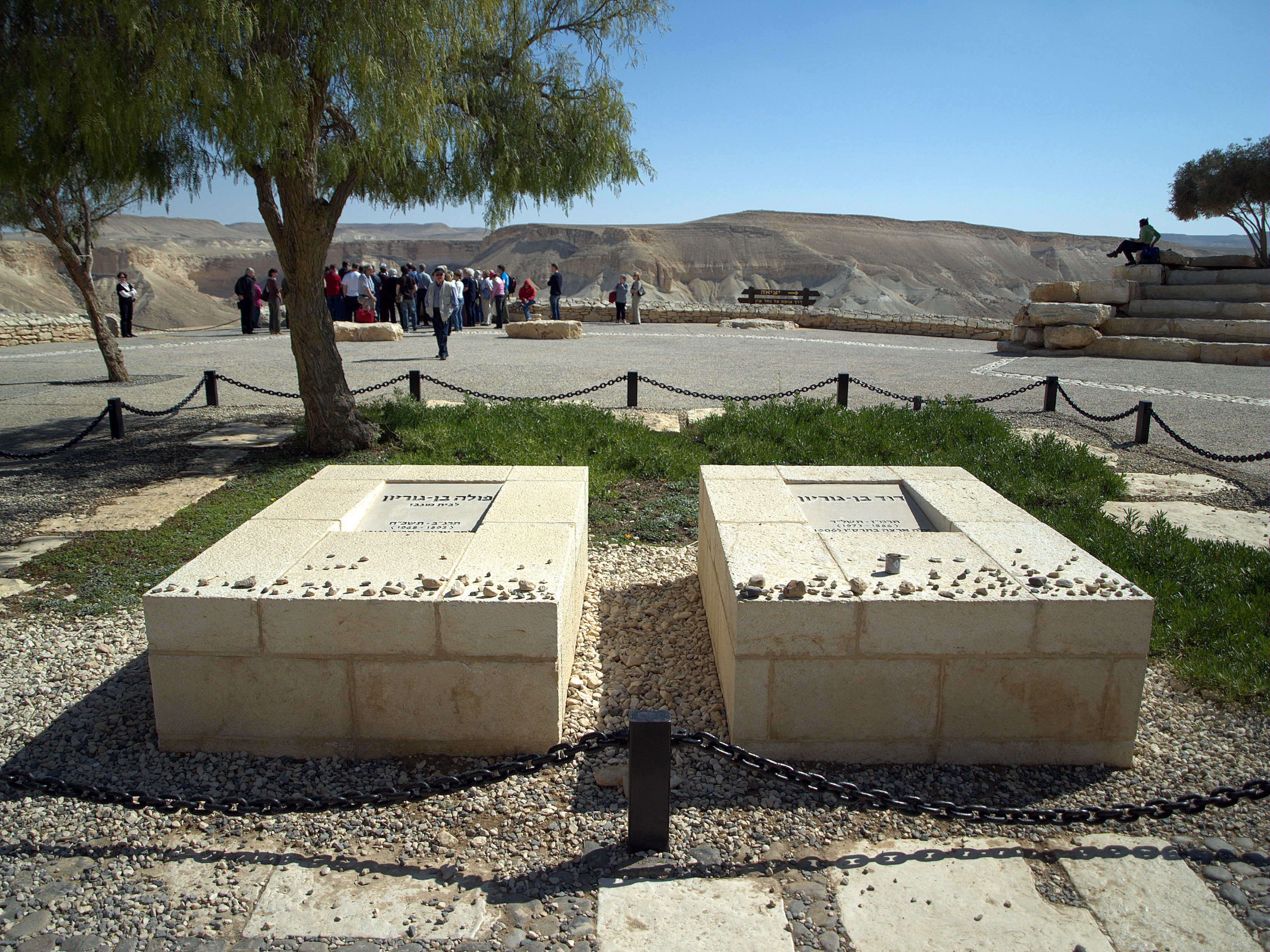
Mormintele lui David Ben Gurion și al soției sale, Pola, născută Munweis, la Sde Boker.

#### Procesul Eichmann
În 1959 Ben Gurion a fost informat de persoane oficiale din Germania de vest că Adolf Eichmann, criminal de război notoriu , care a fost de aproape implicat în aplicarea planului de nimicire a evreilor în Europa, în timpul celui de-al Doilea Război Mondial, s-ar ascunde în Argentina. Ben Gurion a ordonat  serviciului de spionaj israelian, Mossad, să-l captureze pe Eichmann și să-l aducă viu în Israel pentru a fi judecat. În 1960 misiunea a fost indeplinită și Eichmann a fost judecat și condamnat într-un proces public. Procesul a prilejuit familiarizarea publicului născut și crescut în Israel cu istoria Holocaustului, care fusese neglijată în primii ani de existență ai Israelului. Eichmann a fost condamnat la moarte pentru mai multe delicte, inclusiv crime împotriva umanității și a fost apoi executat prin spânzurare în  1962. El a fost unica persoană pedepsită cu pedeapsa capitală din istoria justiției israeliene.

#### Afacerea Lavon 1960-1961
După cum a remarcat biograful sau, Michael Bar Zohar, după patru ani glorioși, care au trecut de la Campania din Sinai, în 1960 a început, cu unele întreruperi, un proces lung de declin al lui Ben Gurion. 
La 5 mai 1960 Ben Gurion a cerut lui Pinhas Lavon, secretarul general al Histadrutului (Confederația Generala a Sindicatelor), unul din conducătorii partidului Mapai, care fusese ministru al apărării în guvernul Moshe Sharett, să-și destăinuie gândurile în legătură cu așa numita „Afacere rușinoasă” din Egipt, în centrul căreia stătea întrebarea cine a dat în 1954 ordinul de operare a unei rețele de sabotaj care a implicat câțiva evrei egipteni, care au fost capturați și judecați. Lavon i-a spus ca are dovezi despre falsificarea unor documente ale Departamentului de contrainformații al armatei. Ben Gurion a cerut materialul și a promis ca va „face o anchetă”. Aceasta a declanșat din nou explozia așa numitei „Afaceri Lavon”.
Ben-Gurion i-a ordonat șefului de stat major, generalul Haim Laskov, să numească o comisie de investigație și aceasta a fost înființată la 12 septembrie sub președinția judecătorului Haim Cohen. La 26 septembrie, Lavon i-a cerut lui Ben-Gurion să anuleze noua comisie de anchetă, să-l elibereze de responsabilitatea pentru acțiunea din Egipt și să pună vina pe Biniamin Gibli, dar Ben-Gurion a refuzat. A doua zi, presa a început să publice fragmente din conversație. Marea majoritate a articolelor din ziare au fost de partea lui Lavon și l-au criticat pe Ben-Gurion. Așteptând ca comisia de investigație să-și termine lucrările, Ben-Gurion a decis să aprofundeze chestiunea și să citească protocoalele din perioada „Afacerii rușinoase”, pentru a putea face față atacurilor din ziare.
Și-a exprimat păarerea că era vorba de două subiecte distincte - unul - evenimentele petrecute in 1954 in Egipt și celălalt - demisia ministrului apărării Lavon după ce reformele pe care le propusese în domeniul apărării nu au fost acceptate de premierul Sharett. El s-a adresat presei, spunând că toată chestiunea nu are nicio legatură cu partidul său, Mapai și că el se ocupa de ea numai în calitatea de ministru al apărării.  
Lavon s-a adresat comisiei de externe și apărare a Knessetului, în fața căreia a depus mărturie si l-a criticat pe Ben Gurion. Cand a aflat conținutul mărturiei Ben Gurion a fost cuprins de mânie. După ce a aflat ca presa a aflat de o scrisoare pe care i-a trimis-o lui Lavon, a izbucnit între ei o ceartă aprinsă și la 10 octombrie Ben Gurion i-a scris lui Lavon că rupe orice relații cu el. Întors din concediu, el a întrebat   miniștri din alte partide în legătură cu activitatea lui Lavon ca ministru al apărării. Lavon și-a expus punctul de vedere în patru ședințe ale comisiei și a susținut că nu era nevoie de o anchetă judiciară. Desi dezbaterile au fost secrete, o parte din cuvintele sale au ajuns in paginile ziarelor și au provocat un cutremur politic. Deși conducerea partidului Mapai voia sa pună capăt dezbaterii în cadrul comisiei parlamentare, Ben Gurion s-a încăpățânat să abandoneze poziția neutră și să pornească pe față o luptă contra lui Lavon și să împiedice eforturile acestuia de a se justifica.Publicul a înțeles că asistă la o criză și o luptă în cadrul conducerii partidului Mapai.
Comisia Cohen și-a prezentat concluziile lui Ben-Gurion, conform cărora au dispărut documente și a existat o incitare la mărturie falsă   Ben-Gurion a transmis concluziile procurorului general și l-a suspendat pe Gibli din serviciul militar. totusi ,el s-a opus dezvinovățirii lui Lavon  fără o anchetă legală și, prin urmare, s-a aflat în dispută cu conducerea partidului său. La 21 octombrie, s-a întâlnit cu Gibli, care a afirmat că Lavon i-a dat ordin. Atunci Ben-Gurion i-a răspuns că ar trebui să ceară o comisie judiciară de anchetă, iar la 23 octombrie a înaintat cererea lui Gibli guvernului. Câțiva miniștri, printre care Levi Eshkol și Golda Meir, s-au opus și au declarat că preferă o anchetă a guvernului însuși, dar Ben-Gurion s-a opus ferm. Pentru a găsi un compromis, Levi Eshkol a apelat la Moshe Sharett, care era prim-ministru în momentul demisiei lui Lavon. La 25 octombrie Sharett a publicat o declarație în care spunea că, pe baza constatărilor Comisiei Cohen, se pare că „acuzația adusă lui Pinhas Lavon, în ceea ce privește responsabilitatea directă pentru „afacere”, este o acuzație falsă. Lavon s-a grăbit să-și publice propria declarație, în care a declarat că cuvintele lui Sharet i-au dat dreptate.Dintr-o scrisoare secretă pe care Ben Gurion i-a scris lui Sharet la 28 octombrie, a devenit clar că Ben-Gurion credea că vinovăția lui Gibli nu dovedește nevinovăția lui Levon. Acesta ori dat ordinul de a acționa în Egipt ori, cel puțin, l-a făcut pe Gibli „să presupună că aceasta era dorința ministrului apărării”.
La 30 octombrie, guvernul a decis să înființeze un o comisie de miniștri pentru a revizui materialul legat de caz. Ben-Gurion nu s-a opus propunerii, dar nu a participat la vot și pe tot parcursul lucrărilor comisiei nu s-a interesat de deliberările acesteia. La 20 decembrie, Comisia celor Șapte  prezidată de  ministrul justiției Pinhas Rozen și-a prezentat concluziile guvernului. Ea a hotărât că „Lavon nu a dat instrucțiunile” și că „actul „afacerii rușinoase” nu a fost efectuat cu cunoștința sa”. Raportul concluziilor finale ale comisiei, care a fost prezentat guvernului la 25 decembrie, arăta că „investigația afacerii trebuie văzută ca încheiată cu totul.” Guvernul a decis să aprobe concluziile, dar Ben-Gurion a susținut că a fost comisia a fost părtinitoare si nu a ținut seama de adevăr și de dreptate .Ben Gurion a anunțat că nu poate asuma responsabilitatea comună a decizieiguvernului și, prin urmare,demisionează. Înainte de demisie a plecat câteva săptămâni în concediu. La 10 ianuarie a dispus demiterea lui Ghibli din armata israeliana, pe baza concluziilor consilierului juridic al guvernului. La 12 ianuarie, 150 de intelectuali, printre care cadre didactice superioare la  Universitatea Ebraică din Ierusalim, au semnat o declarație de opinie împotriva refuzului lui Ben-Gurion de a accepta concluziile Comisiei celor Șapte și împotriva cererii de înlăturare a lui Lavon " din funcțiile sale publice”. La 31 ianuarie 1961, Ben-Gurion și-a prezentat demisia președintelui statului.
Neînțelegerile din conducerea Mapai au dus la decizia secretariatului partidului de a-l înlătura pe Lavon din funcția de secretar general al Histadrutului. La 4 februarie, Comitetul central al partidului s-a reunit pentru a vota decizia. Ben-Gurion nu a venit, în schimb  Moshe Sharet l-a atacat într-un discurs împotriva înlăturării lui Lavon: „Nu onoarea și dreptatea ne sunt călăuze , ci frica și reglarea de conturi...  un singur membru dintre noi, a ajuns la concluzia că Lavon nu poate continua în funcția sa de secretar al Histadrutului, iar dacă nu este înlăturat, atunci acel membru va trage concluziile[...] Nu vom avea dictate." Membrii centrului au votat în favoarea demiterii, ceea ce a dus la o ruptură deschisă între Ben-Gurion și vechea elită. Ben-Gurion a dus simultan două lupte, una politică împotriva lui Lavon și una principială în favoarea unei anchete judiciare. El însă le amesteca și lupta politică ciuntea valoarea morală a revendicării principale. În publicul larg, Ben-Gurion apărea ca parte a afacerii și ca reclamant al unei comisii de anchetă, chiar dacă deja găsise vinovatul. Potrivit lui Michael Bar-Zohar, demiterea lui Lavon a afectat grav imaginea morală a lui Ben Gurion: „i-a subminat credibilitatea, l-a prezentat ca pe om răzbunător și un dictator care își impune voința”. După Bar Zohar, „înlăturarea lui Lavon a simbolizat începutul sfârșitului poziției sale de lider”

#### Anii 1961-1963

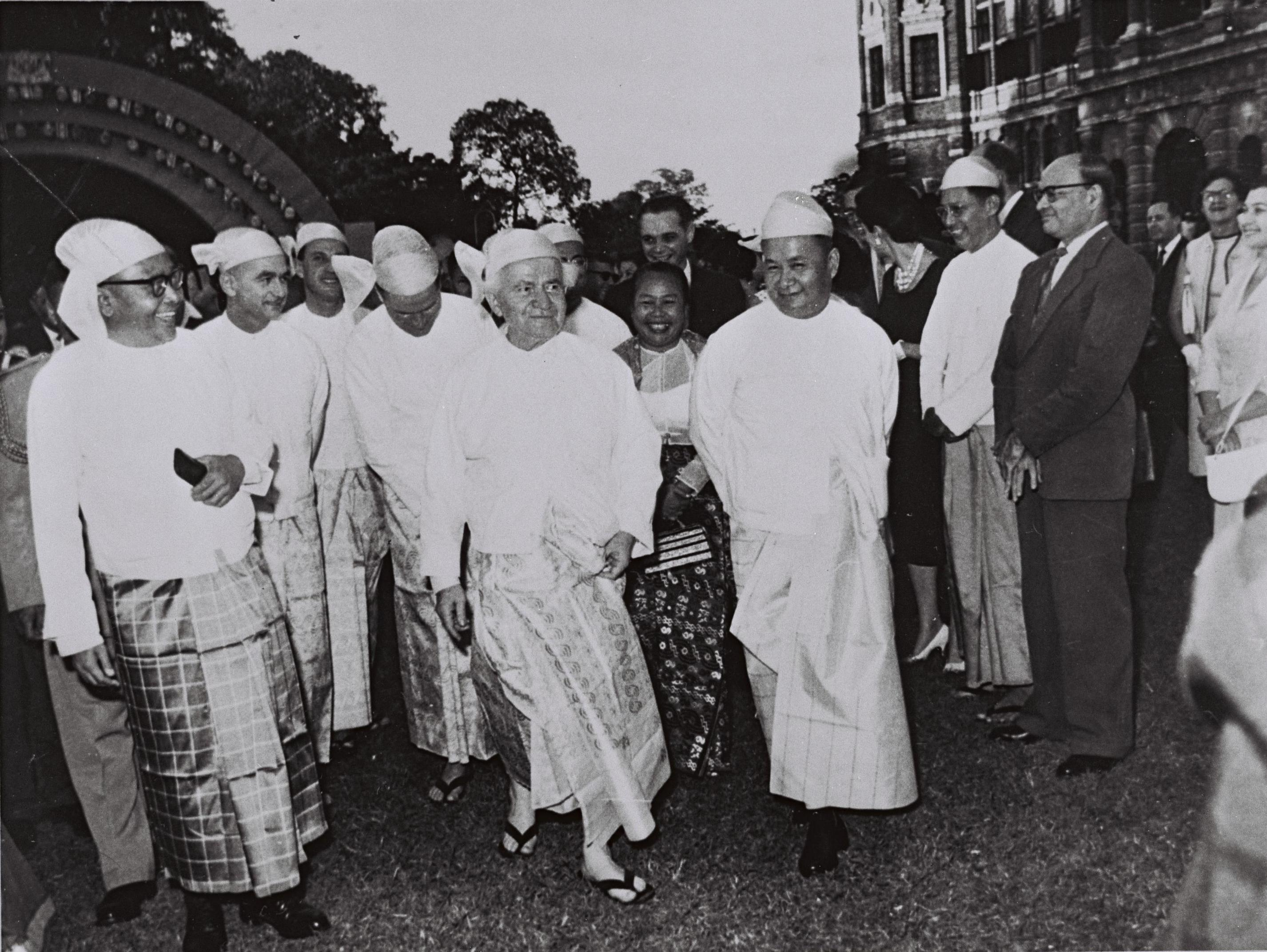
Vizita lui Ben Gurion în Birmania 1961 la invitația lui U Nu

La câteva zile după înlăturarea lui Pinhas Lavon, Ben Gurion nu a reușit să formeze un nou guvern din cauza poziției partidelor Mapam și Ahdut Haavoda care cereau ca Levi Eshkol să preia conducerea guvernului, iar Ben Gurion să fie doar ministru al apărării. Conducerea veterană a partidului Mapai nu a acceptat recomandarea lui Ben Gurion în favoarea lui Eshkol și la 15 august 1961 s-au organizat noi alegeri parlamentare. Mapai a pierdut cinci mandate. Fiind foarte criticat , Ben Gurion s-a retras în septembrie la Sde Boker, și, în acest răstimp Eshkol l-a ajutat să formeze o nouă coaliție guvernamentală care a inclus partidul Ahdut Haavodá.
În decembrie Ben Gurion a plecat în Birmania pentru o călătorie de 17 zile, în cursul căreia vreme de o săptămână  s-a izolat în vila pusă la dispoziție de premierul birman 
U Nu, pentru a face meditație și a învăța despre budism cu clerici și călugări budiști de frunte. 
În 1962 Technionul din Haifa i-a acordat titlul de doctor honoris causa „pentru arhitectură”, ca fiind ziditorul țării.
În 1962 Egiptul a lansat patru rachete sol-sol cu rază lungă de acțiune, iar la parada militară de Ziua Revoluției la Cairo au defilat alte douăzeci. 
În acea perioadă erau difuzate numeroase știri cu privire la activitatea câtorva sute de oameni de știință și tehnicieni germani în cadrul proiectelor de dezvoltare a unor tehnologii avansate de armament în Egipt.("Afacerea oamenilor de știință germani în Egipt"). Ben Gurion a apelat la conducătorul Mossadului, Isser Harel, pentru a împiedica activitatea acestor oameni de știință germani angajați de Egipt. Doi agenți ai Mossadului au fost arestați în Elveția în legătură cu presiuni asupra familiilor unora din oamenii de știință. Câțiva din ei au dispărut, iar alții au primit plicuri explozive care au rănit o secretară germană și au ucis câțiva egipteni. În aceste acțiuni Israelul a apelat până și la serviciile lui Otto Skorzeny. Când Harel a dezvăluit presei detalii ale afacerii, a izbucnit un scandal public  care l-a făcut pe Ben Gurion să declare că „poporul german nu poate să se vadă lipsit de răspundere” în legatură cu activitatea oamenilor de știință germani în Egipt și că este de datoria guvernului Germaniei de a înceta imediat această activitate a cetățenilor săi. Ben Gurion, interesat în continuarea dezvoltării relațiilor Israelului cu R.F. Germania s-a lăsat convins la 25 martie 1963 de către generalul Meir Amit, comandantul departamentului de informații al armatei israeliene, că s-a exagerat mult rolul germanilor implicați în industria de armament egipteană, și, în consecință, a ordonat încetarea acțiunilor israeliene in străinătate contra acestora. Isser Harel a demisionat și a fost înlocuit la conducerea Mossadului cu Meir Amit. 
Între decembrie 1961 - mai 1963 Ben Gurion a făcut trei încercâri de a se întâlni cu președintele Egiptului, Gamal Abdel Nasser, prin medierea premierului Birmaniei, a conducătorului Iugoslaviei, mareșalul Tito, și a redactorului ziarului Sunday Times, Charles D. Hamilton, dar s-a lovit de refuz.În februarie și martie 1963 în Irak și Siria au avut loc lovituri de stat și puterea a fost luată de partidul Baas. În aprilie 1963 aceste state arabe au întemeiat o Federație Arabă împreună cu Egiptul. Ben Gurion,îngrijorat, a lansat, fără succes, o campanie diplomatică prin care cerea Statelor Unite, U.R.S.S. și celorlalte state ale lumii să preseze asupra țărilor arabe să recunoască principiile de respectare a integrității teritoriale,a independenței și suveranității tuturor statelor. În cele din urmă Federația Arabă s-a dovedit o ficțiune, fiind înlocuită de Republica Arabă Unită, și ea o federație foarte laxă, dintre Egipt și Siria.
In urma alegerilor din 1961 au crescut temerile lui Ben- Gurion față de perspectiva urcării la putere a Mișcării Herut a lui Menachem Beghin, și el s-a văzut îndemnat să promoveze unirea partidului sau, Mapai, cu partidul Ahdut Haavodá. 
Într-o scrisoare trimisă la 21 martie lui Moshe Sharet, Ben Gurion avertiza împotriva ascensiunii la putere a lui Beghin 
"discipol evident al lui Hitler în materie de regim politic", care va instaura o dictatură. Un astfel de regim „va duce la distrugerea statului” și „va face din Israel un monstru” 
La 15 mai 1963 Ben Gurion îi explica poetului Haim Guri, veteran al Palmahului, că „Beghin este un tip clar de hitlerist, șovin, care este gata să-i extermine pe toți arabii pentru a obține  întregirea țării...și eu văd în el o gravă primejdie pentru starea internă și externă a Israelului”. El prevestea că dacă Beghin va lua puterea, el va stăpâni, așa cum Hitler a stăpânit în Germania...va distruge statul prin aventuri politice...Nu mă îndoiesc că Beghin l-a urât pe Hitler, dar ura aceasta nu e o dovadă ca el e diferit de acela”.

## Moștenirea politică
Ben Gurion a luat mai multe decizii care s-au dovedit hotărâtoare pentru destinul poporului său: proclamarea în mai 1948 a Statului Israel,  deschiderea porților Israelului pentru imigrația a sute de mii de evrei, crearea armatei israeliene ca armată a întregului popor, împiedicarea reîntoarcerii refugiaților arabi palestineni, și mutarea capitalei Israelului în 1949 la Ierusalim.

## Viața privată
Soția, Pola Ben Gurion (născută Munweiss) a fost descrisă  uneori ca fiind dominatoare și capricioasă. După mărturii ale celor care au cunoscut-o, ar fi cunoscut episoade de cleptomanie.

## Premii și onoruri
- 1949 - Premiul Solomon Bublick al Universității Ebraice din Ierusalim, în semn de recunoaștere a contribuției sale la întemeierea Statului Israel

Ben Gurion a cerut ca suma premiului să fie alocată unui cercetător care sa scrie un eseu valoros asupra gândirii lui Platon 
- 1951, 1971 - Premiul Bialik pentru gândire iudaică

## Ben Gurion în media artistică

### Beletristică
- 1975 Shimon Peres - Gam bahail vegam baruakh - Kavim lidmuto shel David Ben Gurion (Prin putere și prin spirit - Trăsături la un portret al lui Ben Gurion) (amintiri)
- 1984 - Dvora Omer - El rosh hahar (Spre vârful muntelui) - carte pentru copii*
- 1998 -Dvora Omer mesapèret al Ben Gurion: rosh hamemshalá harishon (Dvora Omer povestește despre Ben Gurion: Cel dintâi prim ministru )

### Fotografii
- 1952 -  Yehuda Erez (red.) - Album David Ben Gurion
- 1984 - Yehuda Erez (red.)- David Ben Gurion, album
- 1986 Gershon Rivlin, Amram Porat -  David Ben Gurion - Haish veTzahal  (David Ben Gurion -Omul și Tzahal)

### Muzică
Despre Ben Gurion s-au compus numeroase cântece ebraice, între care:
- „Zeharia ben Ezra”  versuri de Yaakov Orland, pe muzică de Moshe Vilenski, a fost interpretat de Shoshana Damari și alții
- „Balada leBen Gurion - versuri de Yoram Teharlev, pe muzică de Yair Rosenblum , interpretat prima dată de Ansamblul Comandamentului de centru
- „Ben Gurion” - de Mati Kaspi și Shlomo Gronich

### Cinema
- 1970 - „42/6” în regia lui David Perlov  cu Israel Gurion în rolul lui Ben Gurion tânăr [67]
- 2016 - Filmul documentar israelian „Ben Gurion, epilog” de Yael Perlov și Yariv Moser (bazat pe un interviu inedit și rar, luat de dr Itzhak Biely și filmat la Sdeh Boker în anul 1968 cu Ben Gurion și descoperit în 2014) a fost onorat cu Premiul Ofir pe anul 2017 ca cel mai bun film  documentar israelian [68]
- În comixul „Green Lantern” apărut în preajma lansării filmului „Green Lantern” paznicii universului, seminția de extratereștri responsabili peste supraveghetorii verzi, se bazează pe figura lui Ben Gurion

### Teatru
- 2012 - Piesa Hayelkhu shnaim yahad? (Oare pot merge doi laolaltă?) de A. B. Yehoshua despre seria de întâlniri dintre Ben Gurion și Zeev Jabotinski în anul 1934, când cei doi conducători au încercat să ajungă la un acord de colaborare în cadrul unui front sionist unit. Piesa a fost jucată în premieră la Teatrul Kameri din Tel Aviv și a fost premiată cu Premiul celei mai bune piese originale din anul 2012.

## In memoriam
- Ziua morții sale, 5 al lunii Kislev, a devenit în Israel ziua comemorării oficiale  a lui David Ben Gurion.

Potrivit testamentului sau, casa sa din Tel Aviv, baraca sa din Sde Boker și arhiva sa au intrat în administrația fundației Yad Ben Gurion, fond memorial închinat păstrării patrimoniului său.  
Fundația Yad Ben Gurion decernează în fiecare an Premiul Ben Gurion pentru menținerea și transmiterea moștenirii spirituale și a viziunii lui Ben Gurion - în domeniul apărării, emigrației în Israel, al educației, al lărgirii creării de așezări în țară, și al dezvoltării regiunii Neghev   
- 1976 - Knessetul a adoptat legea cinstirii memoriei și activității lui David Ben Gurion și a cultivării moștenirii sale pentru generațiile viitoare.[69]

În virtutea acestei legi s-au întemeiat:
- Institutul pentru patrimoniul lui Ben Gurion - care cuprinde o arhivă, un institut de educație și unul de cercetare. Baraca lui Ben Gurion de la Sde Boker a devenit, ca muzeu, parte a acestui institut.
- Casa memorială Ben Gurion din Tel Aviv, - casa în care a locuit Ben Gurion pe bulevardul Keren Kayemet din Tel Aviv, devenit bulevardul Ben Gurion
- Institutul de cercetare a deșertului, parte din Universitatea Ben Gurion din Beer Sheva.

- După David Ben Gurion au fost numite:
  - Cartierul guvernamental din Ierusalim
  - Aeroportul Ben Gurion din Lod - cunoscut ca principal aeroport al Israelului ("Aeroportul Tel Aviv")
  - Universitatea Neghevului din Beer Sheva - Universitatea Ben Gurion
  - Seminarul Ben Gurion (Midreshet Ben Gurion)
- străzi în numeroase orașe din Israel: inclusiv bulevardul Ben Gurion din Tel Aviv (fost Keren Kayemet), unde a locuit
- cartiere - în orașele Holon, Acra (Akko), Lod, Sderot, etc
- școli
- Satul de tineret Hakfar Hayarok (Satul verde) a fost numit la origine Kfar Hayarok („Satul celui verde”, aluzie la numele de familie inițial al lui Ben Gurion - Grün sau Gryn - verde în limbile germană și, respectiv idiș)
- O stradă din centrul Berlinului a fost numită Ben Gurion
- O piațetă din orașul său natal în Polonia, Plonsk, a fost numită Ben Gurion

## Legături exterioare
- comunitatea din Plonsk inainte de Holocaust:Ben Gurion - pe saitul Institutului Yad Vashem, Ierusalim Arhivat în 10 septembrie 2018, la Wayback Machine.